# Odyssée
Pour les articles homonymes, voir Odyssée (homonymie) et Odysseus.

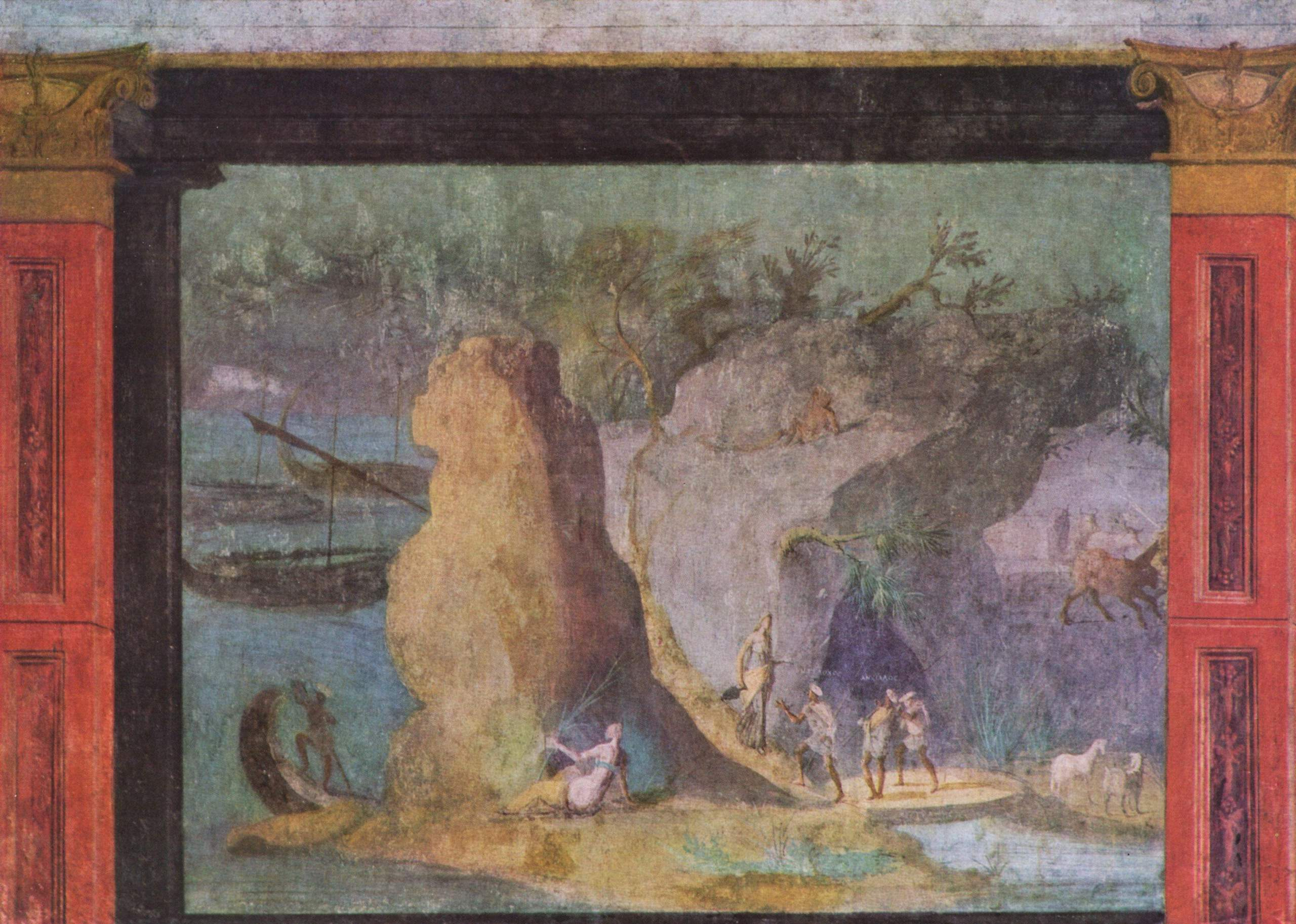
Scène de l’Odyssée, fresque romaine (fin du).

L’Odyssée (en grec ancien Ὀδύσσεια / Odýsseia) est une épopée grecque antique attribuée à l’aède Homère, qui l'aurait composée après l’Iliade, vers la fin du VIIIe siècle av. J.-C. Composée de 12 109 hexamètres dactyliques, elle est considérée, avec l’Iliade, comme l'un des deux « poèmes fondateurs » de la culture grecque antique et comme l’un des plus grands chefs-d’œuvre de la littérature mondiale.
L’Odyssée relate le retour chez lui du héros Ulysse (Odysseus en grec), qui, après la guerre de Troie dans laquelle il a joué un rôle déterminant, met dix ans à revenir dans son île d'Ithaque, pour y retrouver son épouse Pénélope, qu'il délivre des prétendants, et son fils Télémaque. Au cours de son voyage sur mer, rendu périlleux par le courroux du dieu Poséidon, Ulysse rencontre de nombreux personnages mythologiques, comme la nymphe Calypso, la princesse Nausicaa, les Cyclopes, la magicienne Circé et les sirènes. L'épopée contient aussi un certain nombre d'épisodes qui complètent le récit de la guerre de Troie, par exemple la construction du cheval de Troie et la chute de la ville, qui ne sont pas évoquées dans l’Iliade. L’Odyssée compte douze mille cent neuf hexamètres dactyliques, répartis en vingt-quatre chants, et peut être divisée en trois grandes parties : la Télémachie (chants I–IV), les Récits d'Ulysse (chants V–XII) et la Vengeance d'Ulysse (chants XIII–XXIV),.
L’Odyssée a inspiré un grand nombre d'œuvres littéraires et artistiques au cours des siècles, et le terme « odyssée » est devenu par antonomase un nom commun désignant un « récit de voyage plus ou moins mouvementé et rempli d'aventures singulières ».

## Structure
L’Odyssée raconte le retour d’Ulysse, roi d’Ithaque, dans son pays, après la guerre de Troie dont l’Iliade ne raconte qu'une petite partie. L'Odyssée contient aussi un certain nombre d'épisodes qui complètent le récit de la guerre, par exemple la construction du cheval de Troie et la chute de la ville, qui ne sont pas évoquées dans l’Iliade.

### Invocation
Le titre Odyssée (en grec ancien Ὀδυσσεία / Odysseía) est formé sur le nom grec d’Ulysse (Ὀδυσσεύς / Odysseús). Le sujet de l'épopée est résumé dans les premiers vers :
| Ἄνδρα μοι ἔννεπε, Μοῦσα, πολύτροπον, ὃς μάλα πολλὰ | Ô Muse, conte-moi l’aventure de l’Inventif :             | C’est l’homme aux mille tours, Muse, qu’il faut me dire,             |
| πλάγχθη, ἐπεὶ Τροΐης ἱερὸν πτολίεθρον ἔπερσε·      | celui qui pilla Troie, qui pendant des années erra,      | Celui qui tant erra, quand, de Troade, il eut pillé la ville sainte, |
| πολλῶν δ’ ἀνθρώπων ἴδεν ἄστεα καὶ νόον ἔγνω,       | voyant beaucoup de villes, découvrant beaucoup d’usages, | Celui qui visita les cités de tant d’hommes et connut leur esprit    |
| πολλὰ δ’ ὅ γ’ ἐν πόντῳ πάθεν ἄλγεα ὃν κατὰ θυμόν,  | souffrant beaucoup d’angoisses dans son âme sur la mer   | Celui qui, sur les mers, passa par tant d'angoisses,                 |
| ἀρνύμενος ἥν τε ψυχὴν καὶ νόστον ἑταίρων.          | pour défendre sa vie et le retour de ses marins.         | en luttant pour survivre et ramener ses gens.                        |
|                                                    | (traduction Philippe Jaccottet)                          | (traduction Victor Bérard)                                           |

### Construction
La construction du poème fait se succéder trois « moments » principaux :
1. la Télémachie (chants I à IV) : Télémaque part demander des nouvelles de son père à Pylos et à Sparte, pour interroger Nestor et Ménélas. Pendant ce temps, à Ithaque, les prétendants festoient en attendant que Pénélope choisisse l'un d'eux, et complotent contre Télémaque.
2. les récits (d'Ulysse) chez Alcinoos (chants V à XII) : recueilli par le roi Alcinoos après son naufrage, Ulysse entend un aède réciter l'épisode du cheval de Troie (chant VIII), puis raconte ses aventures.
3. la vengeance d'Ulysse (chants XIII à XXIV) : rentré à Ithaque, Ulysse se fait reconnaître de ses proches, massacre les prétendants de Pénélope et ramène la paix dans l'île.

### Structuration du poème dans l'Antiquité
La division actuelle de l'Odyssée en vingt-quatre chants est postérieure à la composition du poème : elle ne figure pas sur les papyrus les plus anciens portant le texte de l'Odyssée, remontant au IIIe siècle av. J.-C. et date probablement de l'époque alexandrine.
Les commentaires anciens, c'est-à-dire principalement les scholies à Homère et le commentaire d'Eustathe, indiquent des titres d'épisodes qui ne coïncident pas toujours avec la division en chants, puisqu'ils correspondent souvent à des ensembles plus courts ou au contraire à des groupes d'épisodes. Victor Bérard a utilisé ces titres pour réaliser son édition de l'Odyssée.

### Les problèmes de la composition du poème: analystes et unitaristes
L'articulation entre les différentes parties de l’Odyssée soulève plusieurs problèmes de cohérence :
- des problèmes de cohérence narrative. La chronologie d'ensemble du poème n'est pas entièrement cohérente : le changement de point de vue entre Télémaque et Ulysse implique une immobilisation du temps pour le personnage qui est délaissé, un « temps mort ». D'autres détails contradictoires apparaissent d'un chant à l'autre. Au chant XVI, v. 281-298, Ulysse ordonne à Télémaque d'ôter toutes les armes de la salle où festoient les prétendants, sauf deux glaives, deux lances et deux boucliers ; mais au chant XIX, v. 3-33, les deux hommes enlèvent toutes les armes, sans exception.
- des différences de style, parfois assez sensibles. Cependant, la langue, telle que des analyses linguistiques des formes permettent de la dater, reste globalement la même, exception faite pour les six cent vingt-quatre derniers vers.

Au XIXe siècle, ces problèmes de cohérence ont servi de point de départ aux thèses des chercheurs dits « analystes », qui décomposaient le poème en multiples épisodes, en arguant que celui-ci n'avait été composé qu’a posteriori à partir de plusieurs poèmes plus courts, assemblés de façon plus ou moins adroite. En 1859, A. Kirchhoff publie L’Odyssée d'Homère et sa formation, où il émet l'hypothèse que ces trois moments (la Télémachie, le Nostos d'Ulysse avec ses épisodes merveilleux, la vengeance d'Ulysse) correspondaient à l'origine à trois œuvres distinctes, qui auraient été réunies ensuite pour devenir l'Odyssée actuelle. Les critiques « unitaristes », en revanche, ont défendu l'idée selon laquelle le poème avait été composé directement dans la structure que nous lui connaissons, à l'aide d'arguments divers mettant en valeur la cohérence de l'œuvre.
Samuel Butler a émis en 1897 l'hypothèse selon laquelle l’Odyssée a été écrite par une femme issue d'une communauté grecque ionienne et ayant trouvé asile sur les terres de la Sicile, à Trapani, au pied du mont Éryx. Il pense reconnaître l'auteur dans le personnage de Nausicaa.
De nos jours, la majorité des homéristes tend plutôt à admettre l'unité globale de l'œuvre, et attribue les disparités observables à la fois à la composition orale et à l'ambition du dessein narratif du poète.

## Résumé

### Chants I à IV: la Télémachie

#### Chant I

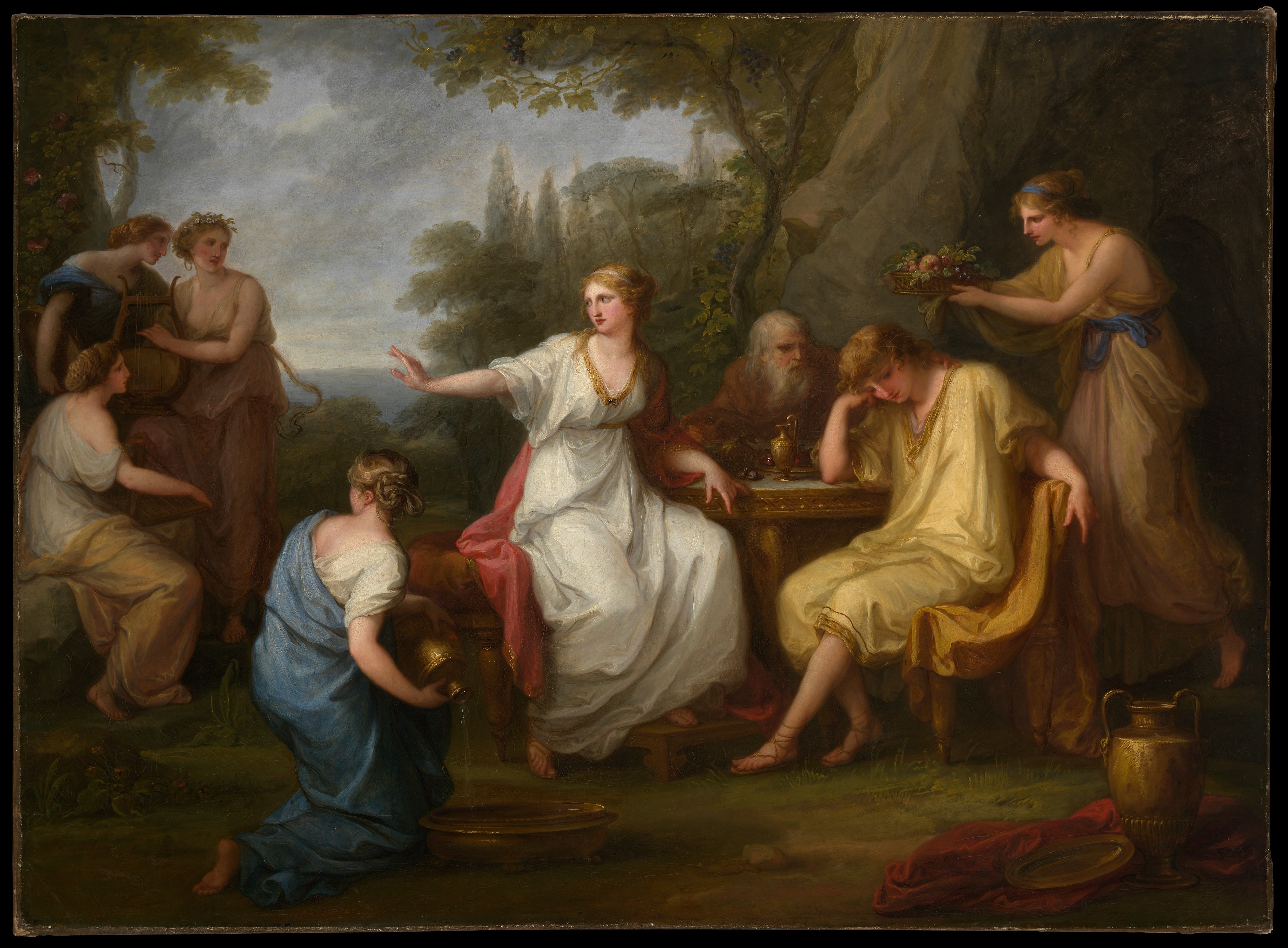
Le Chagrin de Télémaque, toile d'Angelica Kauffmann, 1783.

L'histoire commence au moment où Ulysse, après bien des péripéties (qui ne sont évoquées qu'ensuite, aux chants IX à XII), se trouve retenu captif sur l'île de la nymphe Calypso qui désire l'épouser : incapable de rentrer chez lui à Ithaque pour retrouver sa femme Pénélope, il se morfond en pensant aux siens. Tous les dieux sont favorables à son retour, sauf Poséidon qui lui en veut d'avoir rendu aveugle son fils Polyphème, le Cyclope (cet épisode est narré au chant IX). Alors que Poséidon est parti festoyer en Éthiopie, les autres dieux se rassemblent et Athéna demande à Zeus de permettre à Ulysse de rentrer. Zeus y consent ; Athéna réclame que l'on envoie Hermès demander à Calypso de libérer Ulysse, puis fait part à Zeus de son projet de venir en aide à Télémaque. Cependant, ce n'est qu'au chant V, après les premières aventures de Télémaque guidées par Athéna, qu'Hermès est effectivement envoyé chez Calypso et qu'Ulysse apparaît en personne. Le don d'immortalité est refusé ; Ulysse préfère revenir dans sa patrie.
Athéna se rend alors sur l'île d'Ithaque. Pénélope y est harcelée par des dizaines de prétendants appartenant aux familles nobles de l'île et des îles environnantes : Ulysse ayant disparu depuis bientôt vingt ans (dix années de guerre à Troie et dix autres d'errances), Pénélope est en devoir de choisir un nouvel époux pour régner sur Ithaque, mais elle diffère indéfiniment le moment de choisir, car elle espère toujours le retour d'Ulysse. Dans l'intervalle, les prétendants se sont installés au palais d'Ulysse, dont ils dilapident les provisions en festins continuels. Athéna, qui apparaît sous les traits de Mentès (vieil ami de la famille d'Ulysse), conseille à Télémaque, le fils d'Ulysse, d'assembler les Achéens afin de dénoncer les agissements des prétendants de Pénélope, puis de partir vers Pylos et Sparte pour tenter d'apprendre ce qu'est devenu Ulysse.

#### Chant II

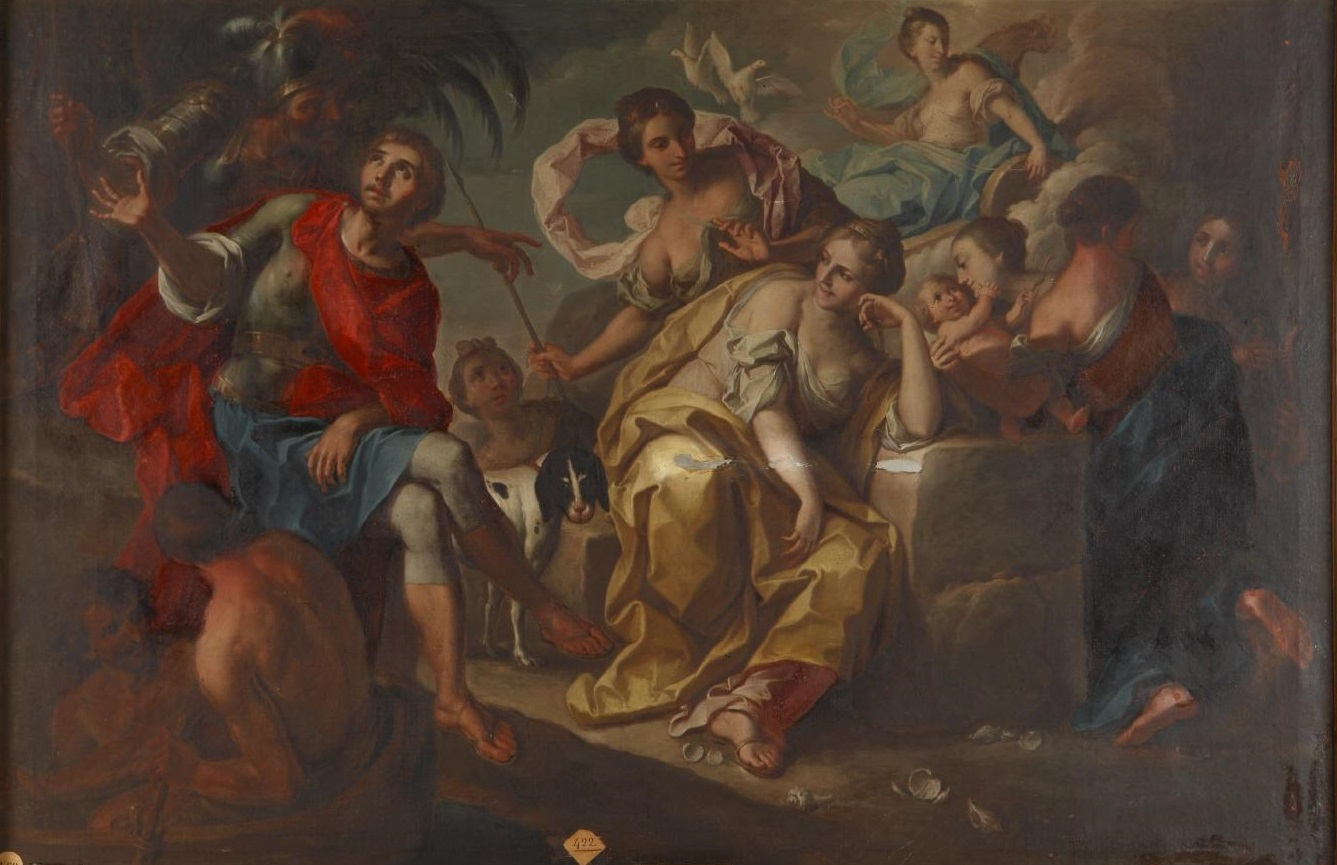
Mentor et Télémaque accueillis par Diane, toile de José Vergara, XVIIIe siècle.

Le deuxième jour, Télémaque réunit l'assemblée et somme les prétendants de quitter le palais. Malgré le soutien d'Égyptios puis d'Halithersès, et un présage favorable envoyé par Zeus, il ne parvient pas à entamer la confiance des prétendants : leur chef, Antinoos, lui oppose un refus catégorique. Télémaque évoque ensuite son projet de voyage vers Pylos, mais se heurte là encore à l'opposition des prétendants en la personne de Léocrite, qui prétend lui interdire ce voyage et met brutalement fin à l'assemblée. Télémaque adresse alors une prière à Athéna, qui, sous l'apparence de Mentor, l'encourage et l'incite à entreprendre malgré tout le voyage sur un navire ; elle demande alors un vaisseau léger et rapide à Noémon, illustre fils de Phronius, qui le lui accorde aussitôt. Bravant l'interdiction des prétendants, Télémaque emprunte ce navire et, accompagné de la déesse Athéna, toujours sous les traits de Mentor, se rend de nuit à Pylos.

#### Chant III
Le lendemain, Télémaque et Athéna (toujours déguisée en Mentor) débarquent à Pylos au moment où Nestor et ses compagnons accomplissent un sacrifice en l'honneur de Poséidon. L'un des fils de Nestor, Pisistrate, les conduit jusqu'à son père, qui les fait prendre part au repas. Nestor évoque les souffrances des héros à Troie et leurs destins funestes, mais il n'a aucune nouvelle récente d'Ulysse. À la demande de Télémaque, Nestor décrit la mort d'Agamemnon, assassiné par Égisthe à son retour de la guerre. Nestor conseille alors à Télémaque de se rendre à Sparte pour interroger Ménélas, car il est le dernier en date à être revenu chez lui après de nombreuses péripéties : peut-être a-t-il des nouvelles d'Ulysse. La conversation terminée, Nestor offre à ses hôtes de passer la nuit dans son palais. Télémaque accepte, tandis qu'Athéna-Mentor retourne au navire. Le lendemain, au matin, Nestor offre un sacrifice à Athéna ; Télémaque y assiste, ainsi qu'Athéna elle-même, toujours sous les traits de Mentor. Après le sacrifice, la toilette et le repas, Télémaque, accompagné de Pisistrate, se met en route pour Sparte à bord d'un char.

#### Chant IV

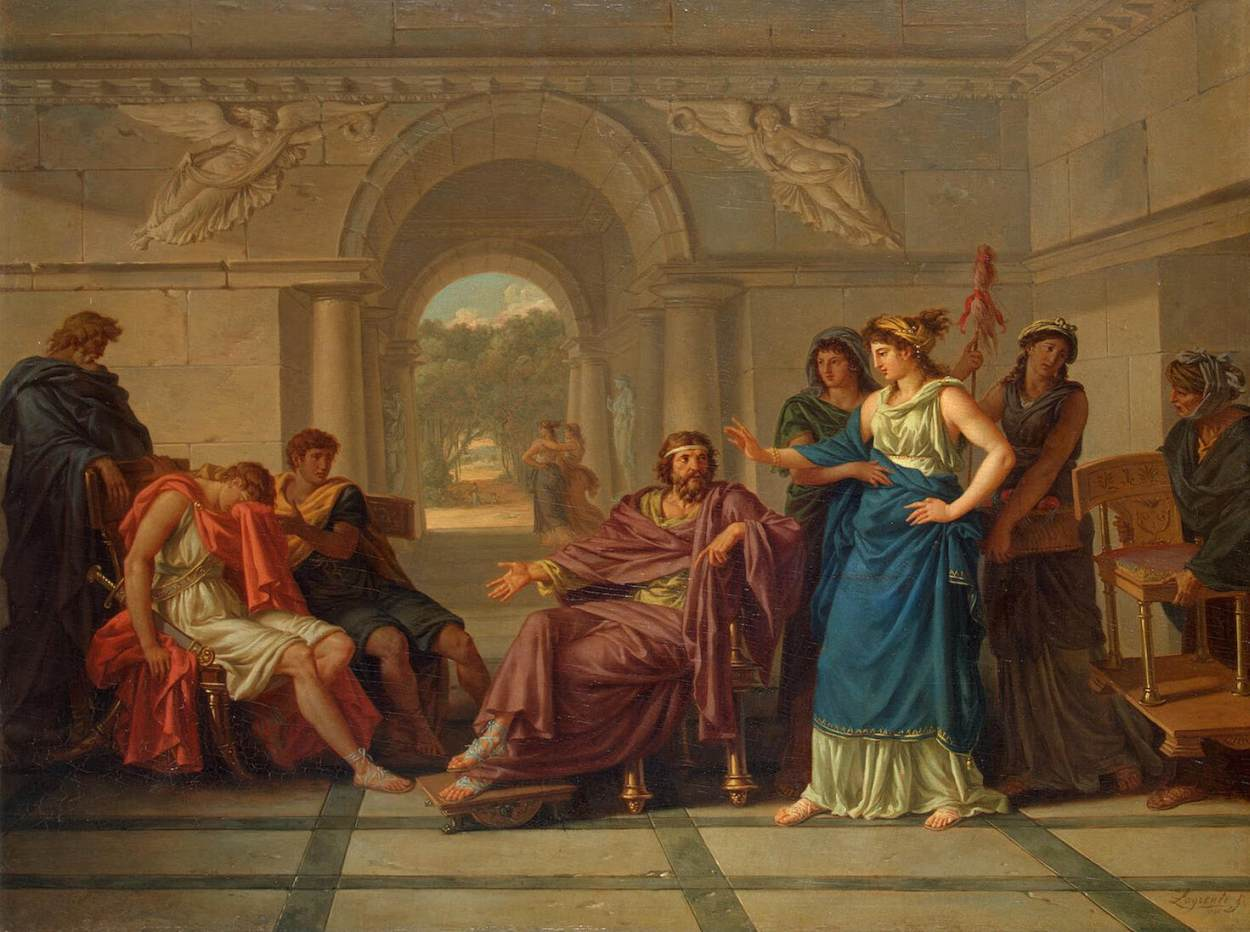
Hélène reconnaissant Télémaque, par Jean-Jacques Lagrenée, 1795.

Au coucher du soleil, Télémaque arrive à Sparte où il est reçu par Ménélas et Hélène. Télémaque admire les splendeurs du palais de Ménélas ; ce dernier évoque les souffrances qu'il a dû subir pour accumuler ces richesses et évoque la guerre de Troie et la disparition d'Ulysse. Hélène, qui remarque le trouble de Télémaque, le reconnaît à sa ressemblance avec Ulysse avant même que les hôtes ne se soient présentés. Hélène offre aux hôtes une boisson contenant une drogue relaxante, puis elle et Ménélas évoquent différents épisodes où Ulysse a démontré sa ruse. Le lendemain matin (le sixième jour depuis le début de l'épopée), Ménélas décrit son retour de Troie et les péripéties qui l'ont mené en Égypte, où il a interrogé Protée, le « vieillard », en le capturant par ruse avec l'aide d'une des filles de Protée, Idothée. C'est de cette façon que Ménélas a pu quitter l'Égypte, où les vents contraires le retenaient depuis longtemps. C'est aussi de cette façon qu'il a appris le sort des autres héros de la guerre de Troie et surtout la mort de son propre frère Agamemnon. Ménélas indique que Protée lui a dit qu'Ulysse vit encore en captivité sur une île. Il invite Télémaque à rester quelques jours, offre que Télémaque refuse, même s'il s'avère qu'il restera encore plus longtemps à Sparte. Pendant ce temps, à Ithaque, les prétendants apprennent que Télémaque est parti à la recherche de son père et décident de lui tendre un piège.

### Chants V à VIII: arrivée d'Ulysse chez les Phéaciens

#### Chant V

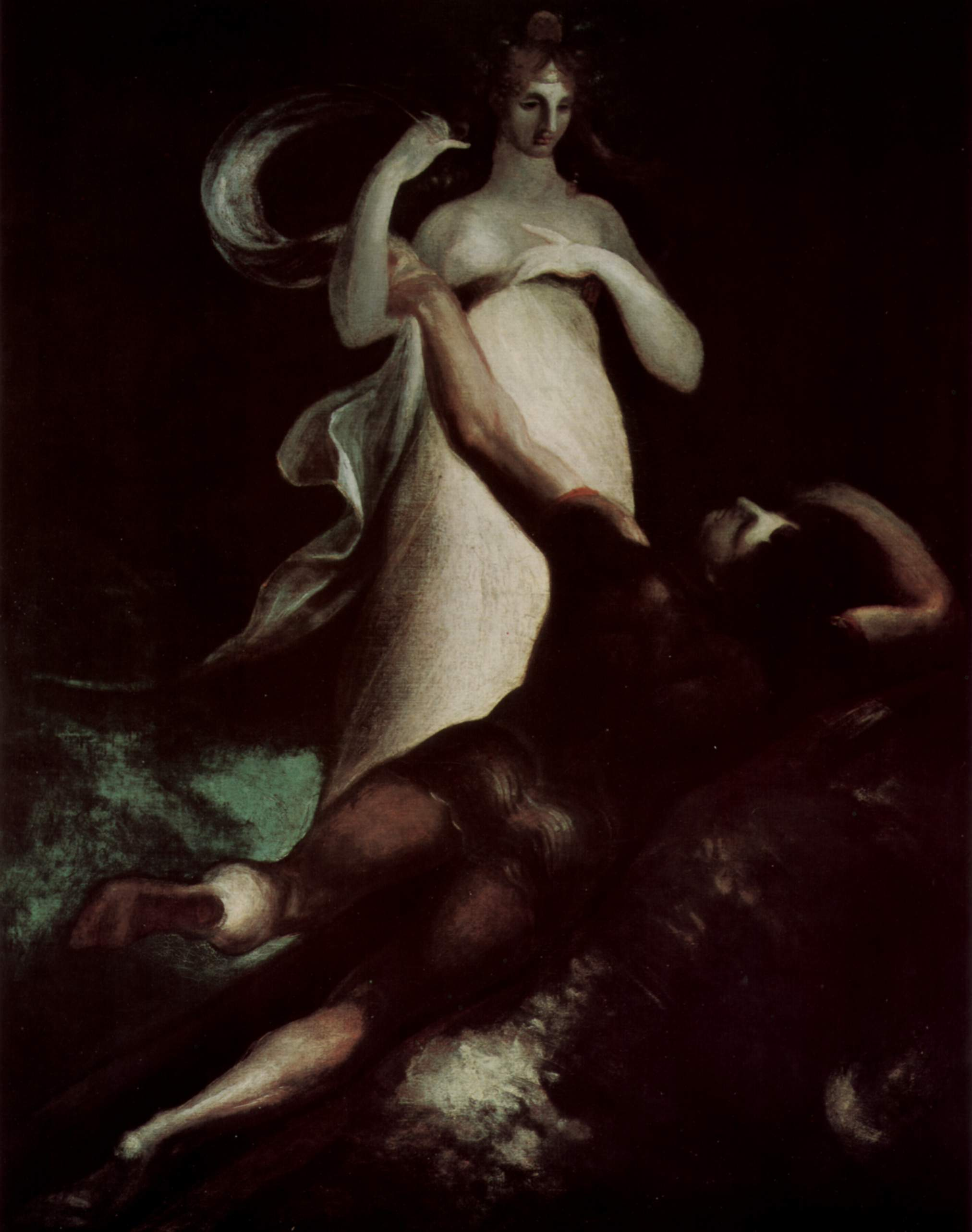
Ulysse sauvé par Leucothée, par Heinrich Füssli (1803).

Le lendemain matin (septième jour), de retour sur l'Olympe, Athéna réitère auprès de Zeus et des autres dieux sa demande de libérer Ulysse. Zeus annonce que le destin d'Ulysse est de retrouver les siens à Ithaque, mais il devra d'abord souffrir vingt jours en mer, avant d'aborder chez les Phéaciens qui le ramèneront à Ithaque. Zeus envoie alors Hermès pour présenter le message à Calypso. Hermès se rend sur l'île de Calypso et la trouve occupée à tisser dans une caverne au milieu des bois et des jardins. Calypso accepte à contrecœur de laisser partir Ulysse. La nymphe se rend alors auprès d'Ulysse, qui reste à se lamenter sur le rivage, et lui conseille de se construire un radeau. Après le repas, elle tente une dernière fois de dissuader le héros de quitter l'île, mais Ulysse préfère retourner auprès de son épouse, bien qu'elle soit mortelle.
Le lendemain, Ulysse se construit un radeau de fortune dont la fabrication est décrite avec précision. La construction du radeau prend quatre jours ; le cinquième (le douzième jour depuis le début du récit), Ulysse quitte l'île de Calypso. Après dix-huit jours de navigation sans encombre, il est sur le point d'aborder en Phéacie lorsque Poséidon, de retour d'Éthiopie, l'aperçoit et élève aussitôt une tempête contre lui. Le héros est sauvé par l'intervention d'une déesse marine, Leucothée : elle lui prête un voile protecteur qui l'empêche de se noyer une fois que son radeau s'est disloqué. Ayant dérivé deux jours et deux nuits, Ulysse finit par aborder, non sans mal mais avec l'aide d'Athéna, sur la côte rocheuse de Phéacie (le trente-deuxième jour).

#### Chant VI

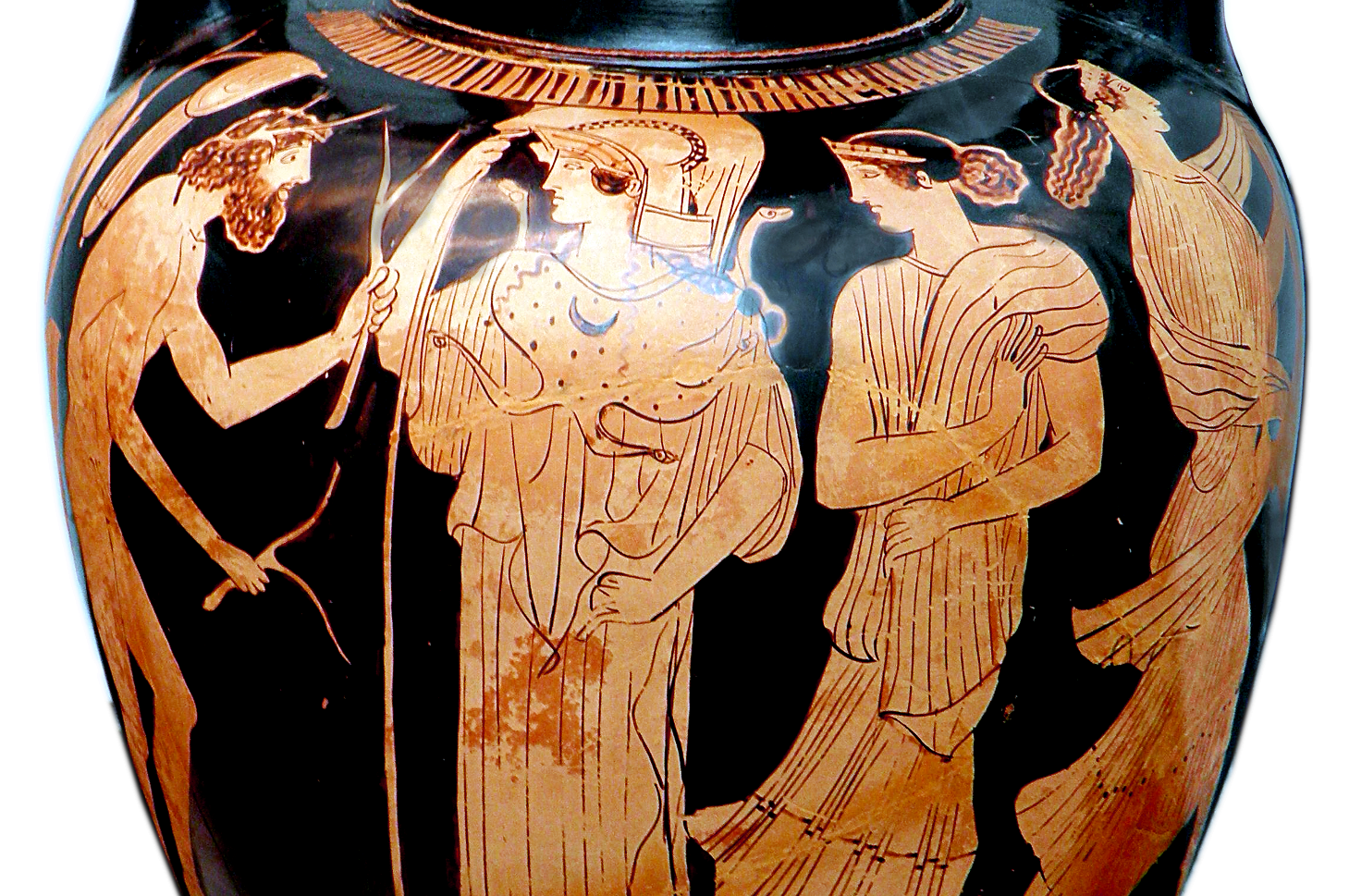
Détail d'une amphore à figures rouges de 440 avant J.-C. conservée à Munich. Ulysse aborde Nausicaa. Athéna est entre eux. À droite, une servante s'enfuit.

Pendant la nuit, Athéna se rend au palais d'Alcinoos, roi des Phéaciens, et envoie un rêve à sa fille Nausicaa, pour lui donner l'idée d'aller laver son linge sur la côte : c'est un arrangement pour lui faire rencontrer Ulysse. À l'aube, Nausicaa, avec l'accord de son père, rassemble ses servantes et se rend sur la plage. Tandis que les jeunes filles, leur lessive et leur bain terminés, jouent ensemble au ballon, Ulysse se réveille et émerge des fourrés, sale, blessé, hirsute et presque nu. Les servantes s'enfuient effrayées ; seule Nausicaa fait preuve de courage. Ulysse, avec son éloquence habituelle, adresse un discours habile à Nausicaa, et celle-ci accepte de l'aider. Ulysse se baigne et s'habille, et Athéna le fait paraître plus beau ; il accompagne ensuite Nausicaa jusqu'aux portes de la ville, puis reste un peu en arrière tandis que la fille d'Alcinoos va annoncer à son père l'arrivée d'un étranger.

#### Chant VII
Avec l'aide d'Athéna, qui a pris l'apparence d'une petite fille, Ulysse arrive en ville et parvient jusqu'au palais d'Alcinoos. Athéna déguisée lui recommande de se jeter au pied de la reine, Arété, dès qu'il pénètrera dans la salle du trône. Ulysse entre dans le palais somptueux d'Alcinoos. Il agit comme Athéna le lui a recommandé, et Alcinoos accepte de l'accueillir en vertu des lois de l'hospitalité. Après lui avoir offert un repas, le roi interroge Ulysse sur son nom et ses origines. Ulysse, sans dire son nom, décrit son séjour chez Calypso puis sa navigation jusqu'en Phéacie et l'accueil que lui a fait Nausicaa. La conversation et le repas terminés, Ulysse passe la nuit au palais.

#### Chant VIII

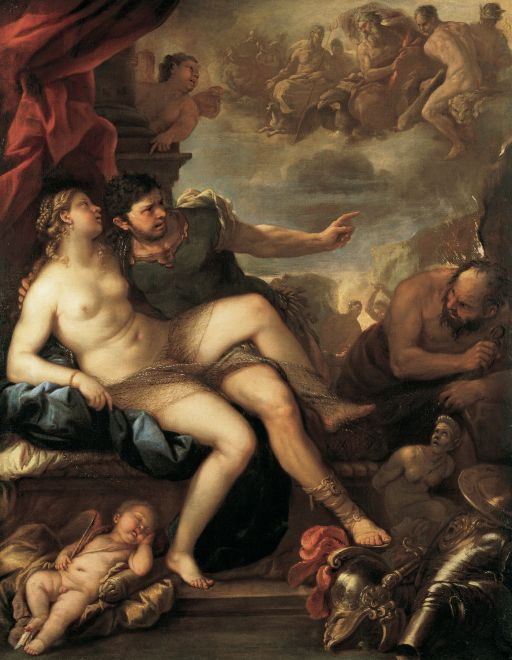
Aphrodite et Arès surpris par Héphaïstos, toile de Luca Giordano, vers 1670.

Le jour suivant, Alcinoos invite Ulysse à un banquet en son honneur. L'aède Démodocos chante la querelle d'Ulysse et d'Achille au temps de la guerre de Troie ; Ulysse ne peut retenir ses larmes à ce souvenir, mais il les dissimule et seul Alcinoos s'en rend compte. Pour changer les idées de son hôte, Alcinoos ordonne des jeux improvisés, comprenant des épreuves de course, de lutte, de saut, de disque et de boxe. Invité à participer à l'une des épreuves, Ulysse commence par refuser, puis se décide lorsqu'un nommé Euryale se moque de lui. Il s'essaie alors au lancer de disque, et surpasse de loin tous les autres concurrents. Fier de sa performance, Ulysse défie les Phéaciens et évoque son talent pour le tir à l'arc. Personne n'ose plus se mesurer à lui : Alcinoos met alors fin aux jeux et fait de nouveau venir Démodocos. L'aède reprend ses chants, et évoque un épisode cocasse de la vie des dieux : les amours adultères d'Arès et d'Aphrodite, et la ruse d'Héphaïstos, mari d'Aphrodite, pour révéler l'adultère au grand jour. Puis deux fils d'Alcinoos donnent un numéro de danse, après quoi le roi fait offrir divers présents à son hôte. Pendant le repas, Démodocos chante pour la troisième fois et raconte l'épisode du cheval de Troie. Encore une fois, Ulysse ne peut retenir ses larmes devant cette évocation de la guerre de Troie, mais dissimule son chagrin à tous, sauf à Alcinoos. Intrigué, le roi demande enfin à son hôte de révéler son nom.

### Chants IX à XII: les «récits chez Alcinoos»

#### Chant IX
Début du récit d’Ulysse

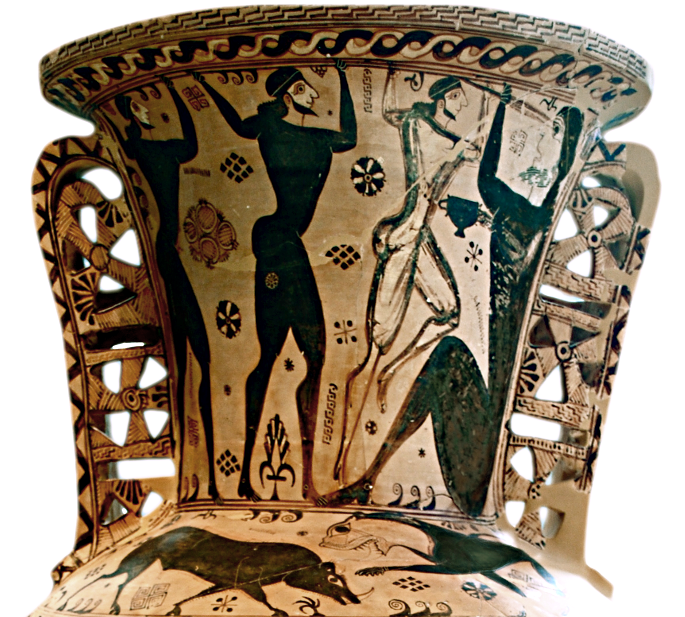
Ulysse et ses compagnons aveuglant Polyphème, amphore funéraire proto-attique, Éleusis, v. 650 av. J.C.

Ulysse révèle enfin son identité aux Phéaciens, et fait le récit du voyage de deux ans qu'il a accompli entre la chute de Troie et son arrivée sur l'île de Calypso. Il relate son départ avec une flotte de douze navires ; les vents les poussent vers Ismara en Thrace, la cité des Cicones, qui ont participé à la guerre de Troie aux côtés des Troyens. Ulysse et ses compagnons prennent la ville par surprise et la mettent à sac. Peu empressés de repartir le même soir, ils sont attaqués par les Cicones, qui sont allés chercher de l'aide chez des voisins, et doivent s'enfuir à la hâte. De là, une tempête les fait dériver pendant trois jours, puis le temps se calme ; mais, lorsqu'ils parviennent à hauteur du cap Malée, des vents contraires les déroutent de nouveau, jusqu'au pays des Lotophages. Ce pays imaginaire marque symboliquement l'entrée d'Ulysse et de ses compagnons dans un monde merveilleux, puisqu'il n'existe pas réellement. Ce peuple d'une grande hospitalité les accueille et leur offre leur nourriture : le lotos. Mais quiconque mange de ce fruit ne désire plus repartir, et Ulysse doit ramener de force aux navires ceux de ses compagnons qui en ont goûté.

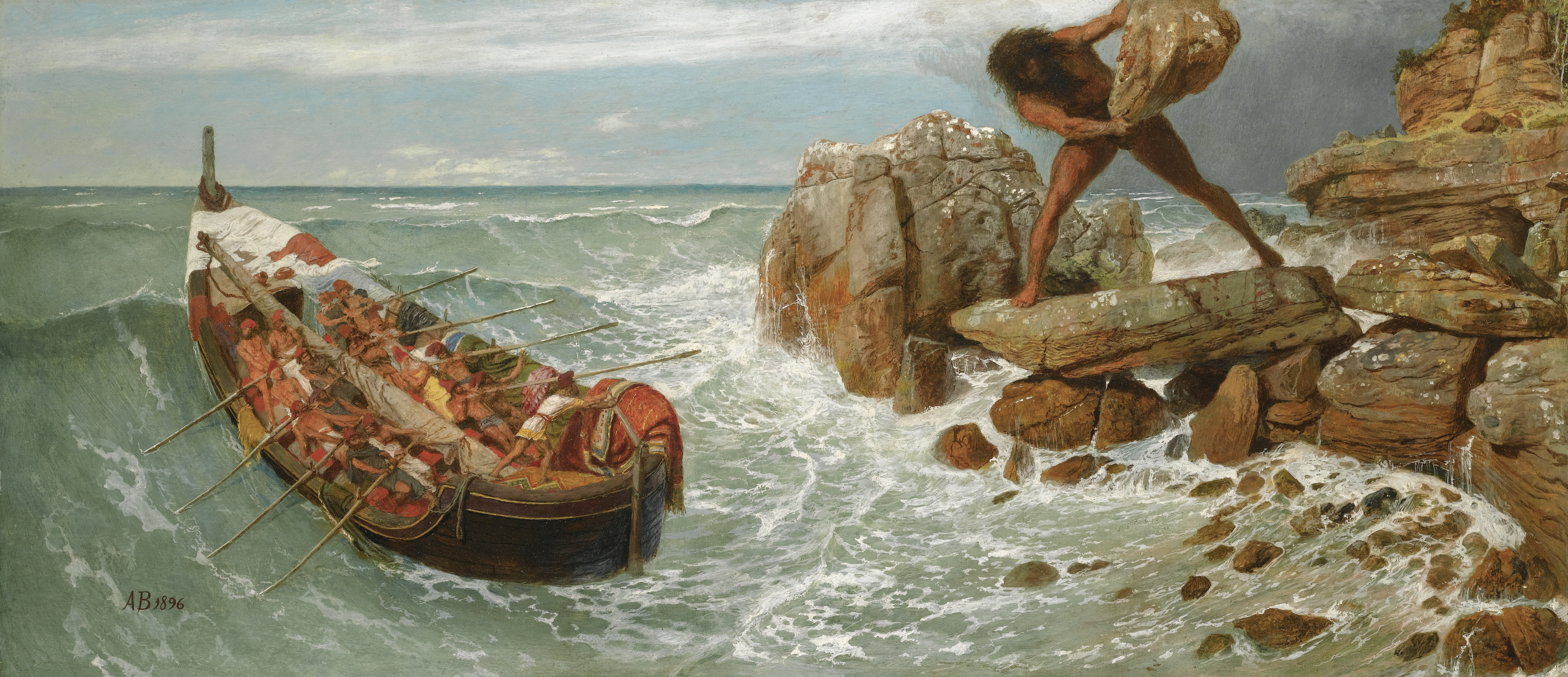
Polyphème jetant des rochers sur le navire d'Ulysse, toile d'Arnold Böcklin, 1896.

Ulysse et ses marins naviguent ensuite vers l'île des Cyclopes où ils sont faits prisonniers par Polyphème qui dévore plusieurs d'entre eux. Ils parviennent à s'échapper grâce à une ruse d'Ulysse, qui enivre le Cyclope à l'aide du vin pris chez les Cicones, puis perce l'œil unique du monstre pendant son sommeil. Ulysse et ses compagnons quittent ensuite la caverne du Cyclope en se dissimulant dans la laine de ses moutons géants lorsqu'il les conduit hors de la caverne pour les mener paître. Ulysse a d'abord trompé Polyphème en lui affirmant s'appeler Personne : ainsi, lorsque Polyphème aveuglé appelle ses compagnons à son secours et leur explique qu'il a été aveuglé par Personne, il passe pour fou. Mais au moment où son navire quitte l'île, Ulysse ne résiste pas au plaisir de révéler son vrai nom pour railler Polyphème. Celui-ci, fou de rage, jette plusieurs rochers en direction du navire, et manque de peu de le broyer, puis réclame vengeance auprès de son père Poséidon, en le suppliant de faire en sorte qu'Ulysse ne rentre jamais au pays, ou bien, si le destin doit le lui permettre, qu'il ne rentre chez lui qu'après de longues souffrances, sur un vaisseau d'emprunt, privé de tous ses compagnons, et qu'il ne trouve chez lui que des malheurs.

#### Chant X
Suite du récit d’Ulysse

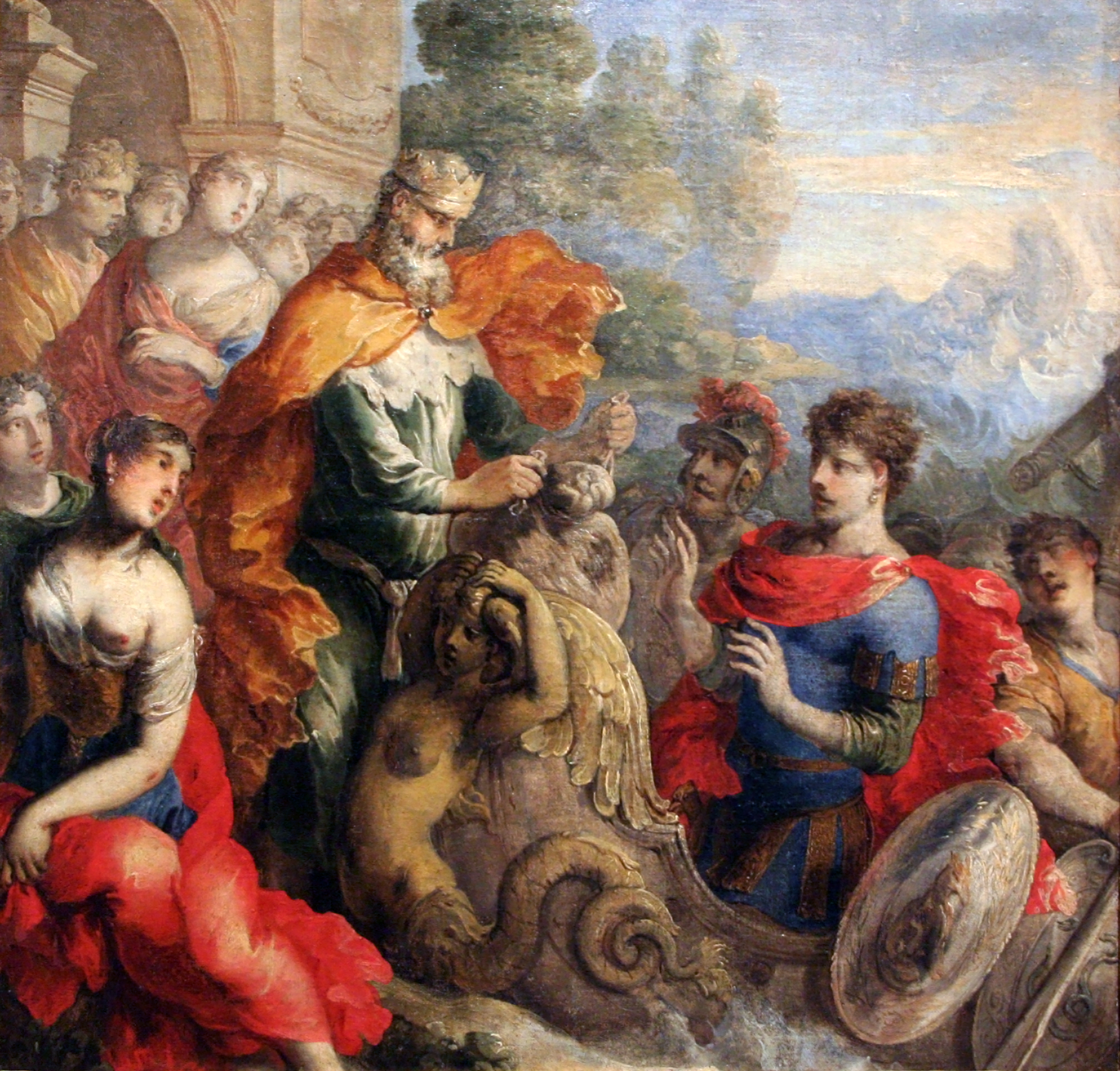
Éole donnant les vents à Ulysse, carton de tapisserie par Isaac Moillon (1614-1673).

Ulysse et ses compagnons arrivent ensuite sur l'île de bronze d'Éole, le gardien des vents. Celui-ci leur offre l'hospitalité et tente de les aider à rentrer chez eux en offrant à Ulysse une outre (sorte de jarre) où il a enfermé tous les vents qui pourraient les empêcher d'arriver à bon port ; Éole leur envoie aussi une brise légère qui doit les ramener rapidement à Ithaque. Au dixième jour de navigation après avoir quitté l'île d'Éole, la flotte d'Ulysse aperçoit enfin les côtes d'Ithaque. Ulysse, rassuré et épuisé, succombe au sommeil. Par malheur, les compagnons d'Ulysse, persuadés que l'outre contient des trésors offerts à Ulysse par Éole, ouvrent l'outre, libérant ainsi tous les vents néfastes. Les vents contraires se déchaînent et emportent de nouveau la flotte vers l'île d'Éole, lequel, irrité du piètre usage qu'Ulysse a fait de son cadeau et persuadé qu'il est maudit par les dieux, les chasse cette fois sans ménagement.
Après six nouveaux jours de navigation, la flotte aborde à Télépyle, la cité des Lestrygons, gouvernée par le roi Antiphatès. Mais les Lestrygons sont un peuple de géants cannibales : les éclaireurs envoyés par Ulysse sont tués et dévorés, et les Lestrygons, sortis en masse de la ville, écrasent les navires d'Ulysse en leur jetant d'énormes rochers. Ulysse parvient à s'enfuir, mais ne peut sauver qu'un seul navire et une poignée de ses marins.

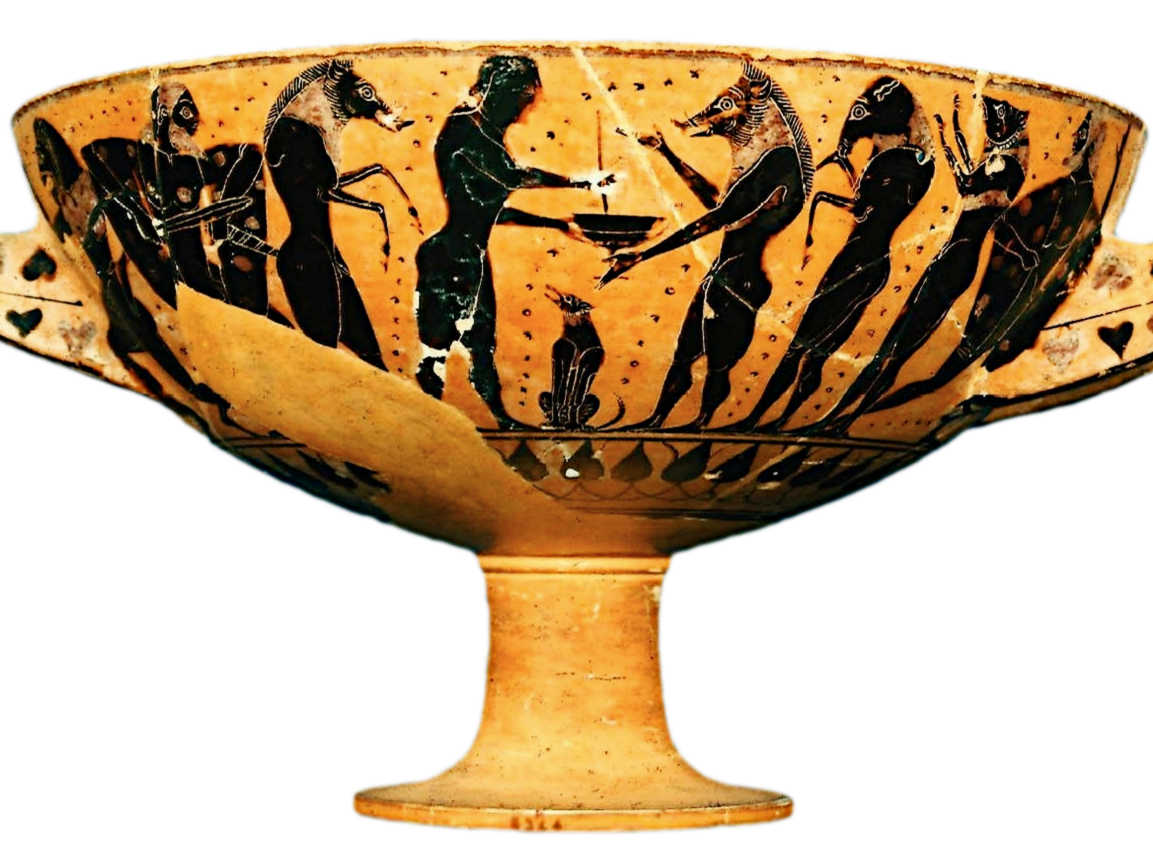
Ulysse distribuant l'antidote à ses hommes changés en animaux par Circé, coupe archaïque à figures noires, v. 560-550 av. J.-C.

Le navire d'Ulysse atteint ensuite l'île d'Aiaié, où réside l'enchanteresse Circé, fille d'Hélios. Ulysse aborde le premier et tue un cerf géant qu'il rapporte au navire. Après plusieurs jours de repos, il décide d'envoyer un groupe d'éclaireurs tirés au sort : Euryloque part en compagnie d'une vingtaine d'hommes, tandis qu'Ulysse et les autres restent au navire. Les éclaireurs découvrent le palais de Circé, entouré d'animaux sauvages, lions et loups, qui se comportent comme des animaux domestiques. L'enchanteresse les accueille, mais Euryloque, méfiant, préfère rester dehors. Les hommes qui entrent sont transformés en porcs lors du repas, car Circé a versé une drogue dans leur boisson. Euryloque, après être resté longtemps à attendre en vain le retour de ses hommes, repart vers le navire et relate leur disparition à Ulysse. Ulysse se met aussitôt en route pour tenter de sauver ses compagnons. Il rencontre en chemin Hermès, sous l'apparence d'un beau jeune homme, qui lui indique de quelle manière il peut vaincre la magie de Circé et déjouer ses pièges ; il lui donne pour cela une plante, le moly, qui rendra les sortilèges de Circé sans effet. Circé accueille Ulysse et verse une drogue dans sa boisson, dans l'intention de le transformer en porc lui aussi ; mais le sortilège ne fonctionne pas. Suivant les indications données par Hermès, Ulysse menace alors la magicienne de son épée ; elle tente de le séduire en lui offrant de partager sa couche, mais Ulysse n'accepte qu'après avoir fait prêter à Circé le grand serment des dieux, qui la rend incapable de lui faire du mal. Circé s'unit à lui, puis le traite en hôte de marque et lui offre un repas, mais Ulysse refuse de s'alimenter avant que la magicienne n'ait libéré ses hommes. Circé rend alors leur apparence humaine aux compagnons d'Ulysse, puis leur offre l'hospitalité, cette fois sans tromperie.
Ulysse et ses compagnons restent un an chez Circé à se reposer et à festoyer, après quoi les compagnons rappellent à Ulysse qu'il faut rentrer au pays. Circé leur conseille de visiter les Enfers, car seul le fantôme du devin Tirésias peut leur indiquer le chemin du retour. Le matin du départ, l'un des marins, Elpénor, se tue en tombant du toit du palais.

#### Chant XI

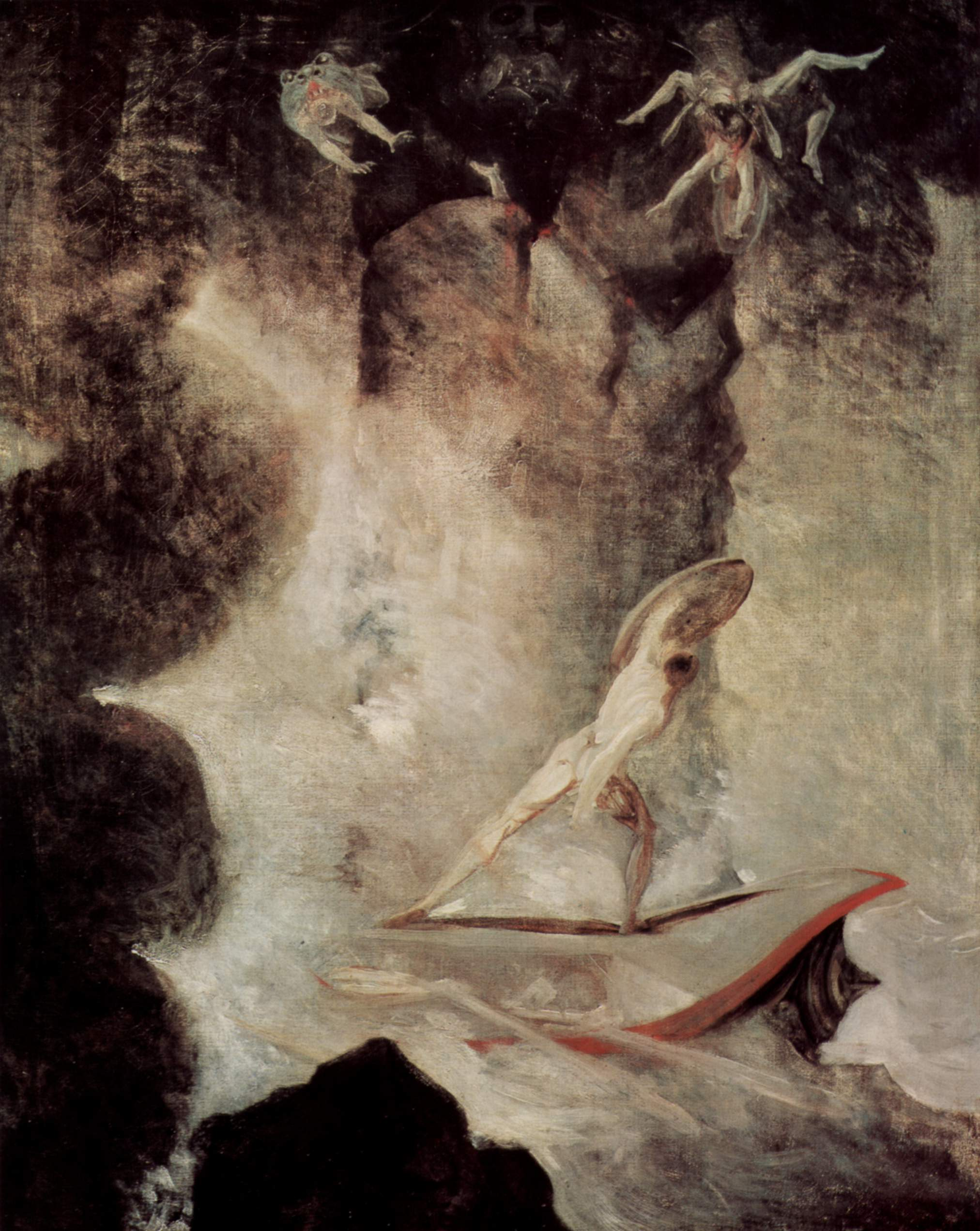
Ulysse invoquant les morts, par Johann Heinrich Füssli, v. 1794-1796.

Suite du récit d’Ulysse
Le chant XI de l'Odyssée est appelé la Nekuia, c'est-à-dire l'invocation des morts.
Après une journée de navigation, Ulysse débarque au pays des Cimmériens, plongé dans une nuit perpétuelle. Comme indiqué par Circé, il procède à un sacrifice chtonien et promet au devin Tirésias un bélier noir s'il accepte de se montrer à lui. Les ombres des morts s'approchent en foule, mais Ulysse leur défend de se nourrir du sang, qu'il réserve à Tirésias. L'ombre d'Elpénor réclame à Ulysse des funérailles convenables lorsqu'il retournera chez Circé. Puis l'ombre de Tirésias arrive, et fournit à Ulysse les indications qu'il recherchait. Ulysse apprend que lui et ses compagnons aborderont à l'île du Soleil, et qu'ils ne devront pas toucher au bétail d'Hélios s'ils veulent rentrer chez eux. Si jamais ils mangent les vaches du Soleil, Ulysse pourra tout de même rentrer, mais seul, misérable, après avoir perdu tous ses hommes, et il devra accomplir un long voyage afin d'offrir des sacrifices à tous les dieux pour les apaiser.
Ulysse parle ensuite avec le fantôme de sa mère, Anticlée. Elle lui annonce que Pénélope l'attend toujours fidèlement, et lui donne des nouvelles de son père, Laërte, et de son fils, Télémaque. Ulysse aperçoit ensuite plusieurs reines et héroïnes défuntes, dont les histoires sont racontées au passage : Tyro, Antiope, Alcmène, Mégara, Épicaste (c'est le nom de Jocaste chez Homère), Chloris, Léda qui est la mère d'Hélène de Troie, Iphimédie, Phèdre, Procris et Ariane, Maira, Clymène et Ériphyle. À ce stade de son récit, Ulysse fait une pause ; Arété, Alcinoos et les Phéaciens qui l'écoutent échangent des commentaires élogieux à son sujet, puis Alcinoos invite Ulysse à poursuivre son récit.
Le second groupe d'ombres que voit Ulysse comprend les héros de la guerre de Troie morts pendant ou après la guerre : Ulysse s'entretient avec le fantôme d'Agamemnon qui évoque sa mort sous la main d'Égisthe, puis avec l'ombre d'Achille, qui affirme qu'il préfèrerait être un bouvier misérable, mais vivant, plutôt que de régner sur les morts. Ulysse le réconforte en lui rapportant les prouesses de son fils Néoptolème. Ulysse aperçoit aussi Patrocle, l'irréprochable Antiloque et Ajax, qui lui tient encore rigueur à cause de leur rivalité à propos des armes d'Achille.
Enfin, Ulysse voit les grandes figures des Enfers. Il voit Minos qui rend la justice chez les morts, puis le géant Orion, puis les damnés du Tartare en proie à leurs supplices : le géant Tityos dévoré par des vautours, Tantale affamé et assoiffé, Sisyphe poussant en vain son rocher. Il voit ensuite l'ombre d'Héraclès, qui chasse éternellement parmi les morts tandis que le véritable Héraclès, divinisé après sa mort, réside sur l'Olympe en compagnie d'Hébé. Après avoir vu tous ces défunts, Ulysse rentre au navire, de peur d'être changé en pierre par le fantôme de Gorgo.

#### Chant XII
Fin du récit d’Ulysse

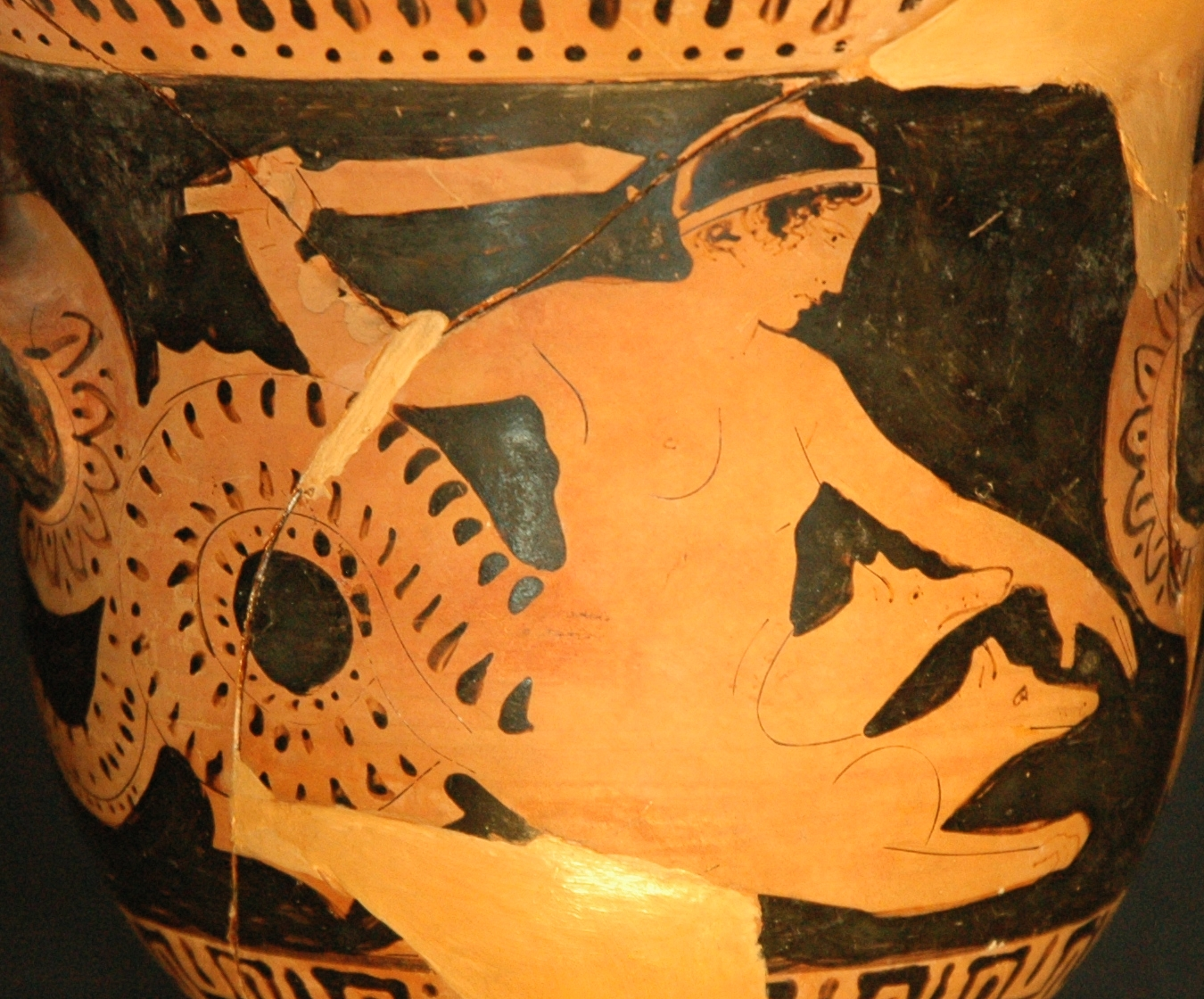
Scylla, cratère en cloche attique à figures rouges, 450–425 av. J.-C., musée du Louvre (CA 1341).

Après son escale en Cimmérie, Ulysse retourne sur l'île d'Aiaié auprès de Circé, où le navire aborde au soir. Le lendemain se passe en repos et en festins. Au soir, Circé fournit à Ulysse d'autres indications sur la navigation qui l'attend avant de parvenir à l'île du Soleil dont lui a parlé Tirésias. Elle évoque les sirènes et le moyen de se prémunir contre leur chant mortel, puis les Planktes, deux écueils qui broient les vaisseaux au passage et où vivent Charybde et Scylla, que seuls les Argonautes ont réussi à franchir avec l'aide d'Héra. Elle laisse Ulysse choisir entre le passage par Charybde ou celui par Scylla.

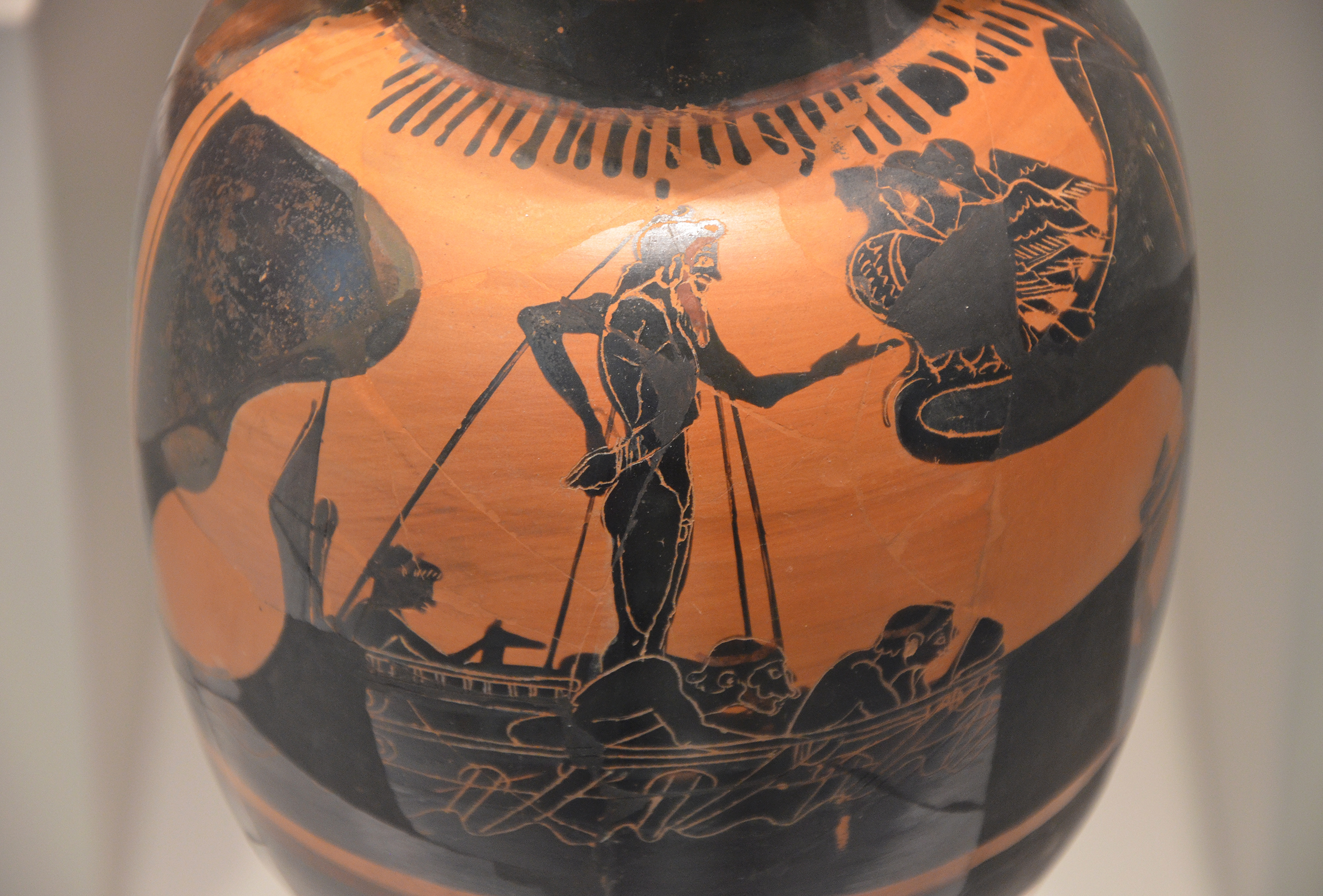
Ulysse et les Sirènes, vase attique à figures noires, vers 525-500 av. J.-C.

Le lendemain, Ulysse et ses compagnons repartent en mer. Grâce aux conseils de Circé, ils évitent sans encombre les sirènes, car Ulysse a bouché les oreilles de ses marins avec de la cire ; lui-même, désireux d'écouter le chant, s'est fait attacher au mât pour ne pas être tenté de se jeter à la mer sous le charme. Ils arrivent ensuite à hauteur des deux écueils de Charybde et Scylla : ils passent au large de Charybde, mais ne peuvent éviter l'autre monstre, Scylla, qui enlève et dévore six marins.

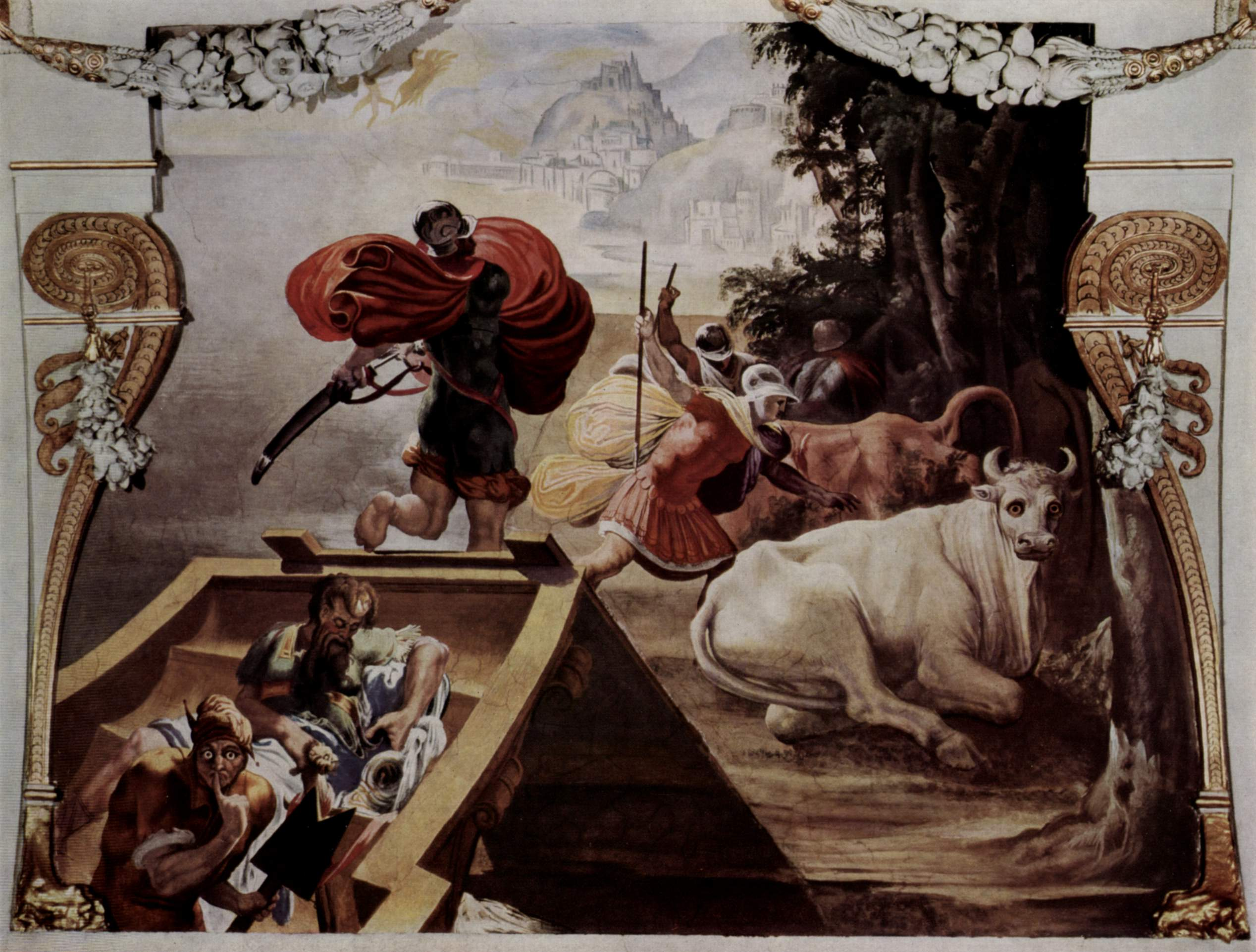
Les Compagnons d’Ulysse volant le bétail d’Hélios, par Pellegrino Tibaldi (1454-1456).

Une fois franchis les deux écueils, le navire d'Ulysse parvient sur l'île du Soleil. Ulysse répète à ses hommes l'avertissement donné par Tirésias et leur défend de chasser sur l'île. Les premiers jours, les vivres amassés dans le navire suffisent à nourrir tout le monde ; mais pendant un mois, les vents contraires retiennent Ulysse sur l'île. Au bout d'un mois, affamés et ne pouvant repartir à cause de la tempête, les hommes d'Ulysse profitent de ce que celui-ci a succombé au sommeil et dévorent les troupeaux d'Hélios, qui les voit du haut de son char et réclame aussitôt vengeance à Zeus. Les marins d'Ulysse festoient pendant six jours, ignorant des signes funestes envoyés pour les avertir : les viandes tournant sur les broches se mettent à meugler. Le septième jour, la tempête se calme et le vaisseau repart, mais un ouragan survient, et Zeus foudroie le navire, qui sombre avec tout l'équipage. Seul Ulysse, qui n'a pas mangé de bétail, survit au naufrage et échappe de peu à Charybde vers le rocher duquel le vent l'a entraîné. Accroché à une poutre, il dérive ensuite pendant dix jours, puis s'échoue sur l'île de Calypso où il passe les sept années suivantes prisonnier de la nymphe.

### Chants XIII à XX: retour d'Ulysse à Ithaque et préparatifs de la vengeance

#### Chant XIII

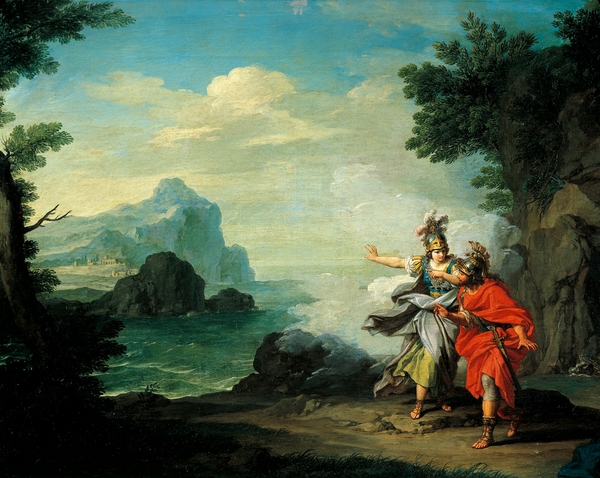
Athéna révélant Ithaque à Ulysse, par Giuseppe Bottani (1717-1784).

Ulysse a terminé son récit ; Alcinoos lui promet de le faire ramener à Ithaque par ses marins sans autres péripéties, puis tout le monde va se coucher. Le jour suivant, le trente-cinquième, les Phéaciens offrent à Ulysse un navire, un équipage et des présents. Le soir, après un banquet, Ulysse embarque, puis sombre dans le sommeil tandis que les marins phéaciens s'activent à bord et que le vaisseau phéacien file sur la mer à une vitesse surnaturelle. Après une nuit de navigation, le navire des Phéaciens accoste à Ithaque.
Les Phéaciens déposent Ulysse, toujours endormi, dans une grotte fréquentée par les nymphes, avec auprès de lui les présents d'Alcinoos ; puis ils repartent, mais Poséidon obtient de Zeus de punir les Phéaciens qui ont bravé les mers en offrant à Ulysse un retour aussi rapide : Poséidon enracine alors le navire au fond de la mer au moment où il est sur le point de rentrer au port en Phéacie.
Pendant ce temps, à Ithaque, Ulysse s'éveille au matin en colère ; Athéna fait respecter le vœu accordé à Poséidon, et fait en sorte qu'il ne reconnaît pas sa patrie dans un premier temps. Déguisée en jeune berger, elle l'accueille, et il se présente sous une fausse identité en prétendant être un Crétois en fuite pour avoir tué le fils d'Idoménée après une dispute au sujet du partage du butin de la guerre de Troie. Devant la feinte naïveté d'Ulysse, qui dit ne pas connaître l'île dont lui parle le berger, Athéna révèle son identité de déesse, puis dissipe le sort qui empêche Ulysse de reconnaître les environs. Elle lui révèle qu'il est de retour chez lui, l'informe des manigances des prétendants de Pénélope, le fait vieillir et le déguise en mendiant afin qu'il puisse voir ce qui se passe chez lui sans être reconnu.

#### Chant XIV

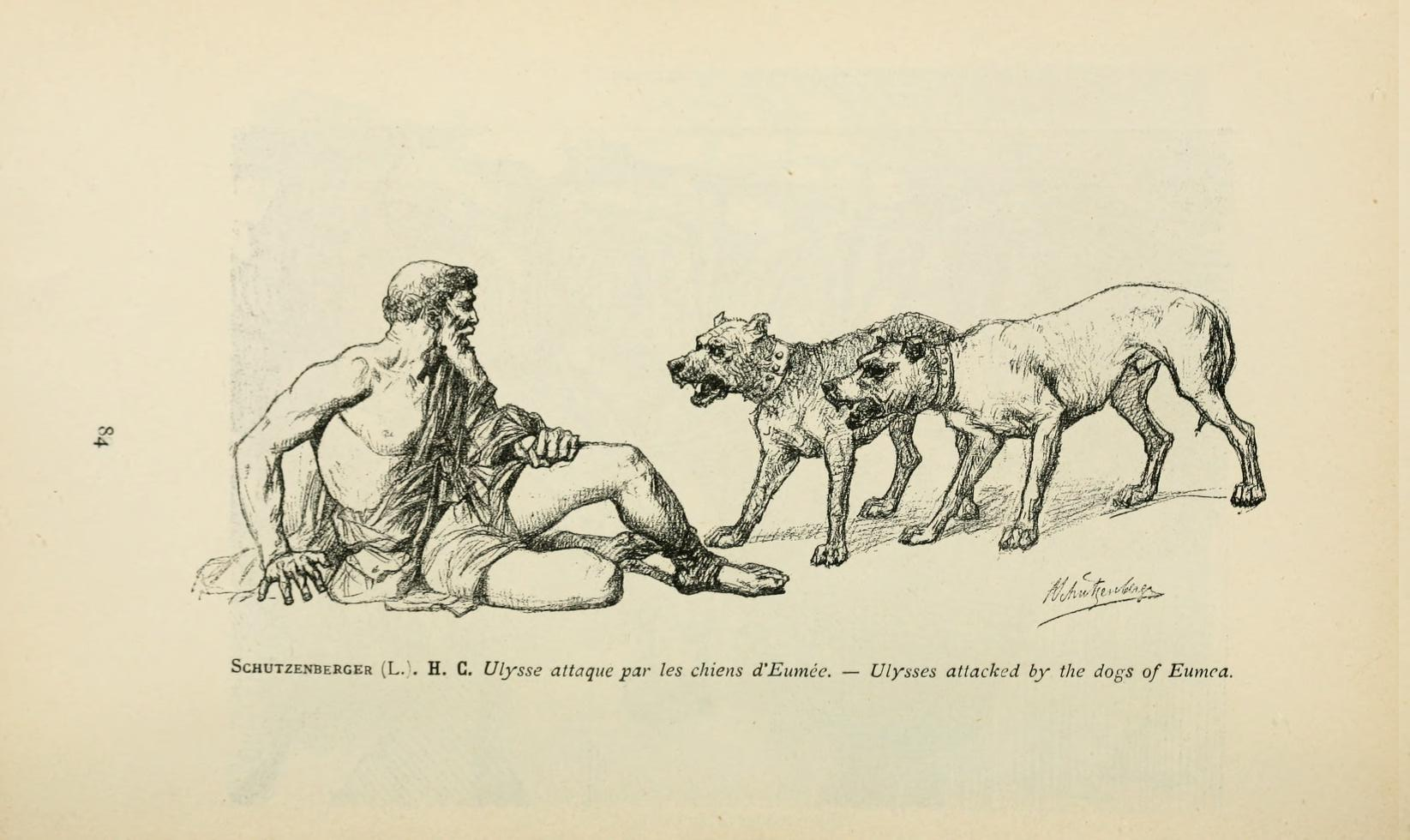
Ulysse attaqué par les chiens d'Eumée, gravure de Louis Frédéric Schützenberger, 1886.

Ulysse, déguisé en mendiant, est accueilli par son loyal porcher, Eumée, qui lui offre l'hospitalité. Au cours du repas, Eumée évoque le sort malheureux de son maître disparu et les abus auxquels se livrent les prétendants au palais. Après le repas, Ulysse, toujours incognito, questionne Eumée sur son propre sort : le porcher explique que de nombreux vagabonds viennent au palais raconter des mensonges et de fausses nouvelles d'Ulysse afin de s'attirer la bienveillance de Pénélope. Eumée lui-même refuse de croire qu'Ulysse est encore en vie, malgré les affirmations du mendiant qui tente de lui redonner confiance, et il s'inquiète sur l'avenir de Télémaque. Eumée interroge alors Ulysse sur ses origines, et celui-ci se lance dans un « récit crétois » où il se présente sous une fausse identité pour ne pas se faire reconnaître tout de suite : il se présente comme un Crétois ayant combattu à Troie et ayant perdu ses compagnons au cours de péripéties en Égypte pendant le voyage du retour. Il dit même avoir entendu parler d'Ulysse chez le roi des Thesprotes, Phidon, et prétend qu'Ulysse serait parti à Dodone consulter l'oracle de Zeus. Eumée, en retour, évoque son propre quotidien et ses visites au palais de Pénélope, mais se refuse toujours à croire qu'Ulysse serait vivant. Le soir vient, et les pâtres qui travaillent au service d'Eumée rentrent pour le souper. Au cours du repas, Ulysse raconte une anecdote de la guerre de Troie où il se met en scène — en tant qu'Ulysse — trouvant une ruse pour se procurer un manteau à lui-même - sous sa fausse identité. Le récit a pour but de mettre à l'épreuve la générosité d'Eumée en l'incitant à lui offrir un manteau comme couverture pour la nuit. Eumée se montre généreux : il prête un manteau au mendiant pour la nuit.

#### Chant XV

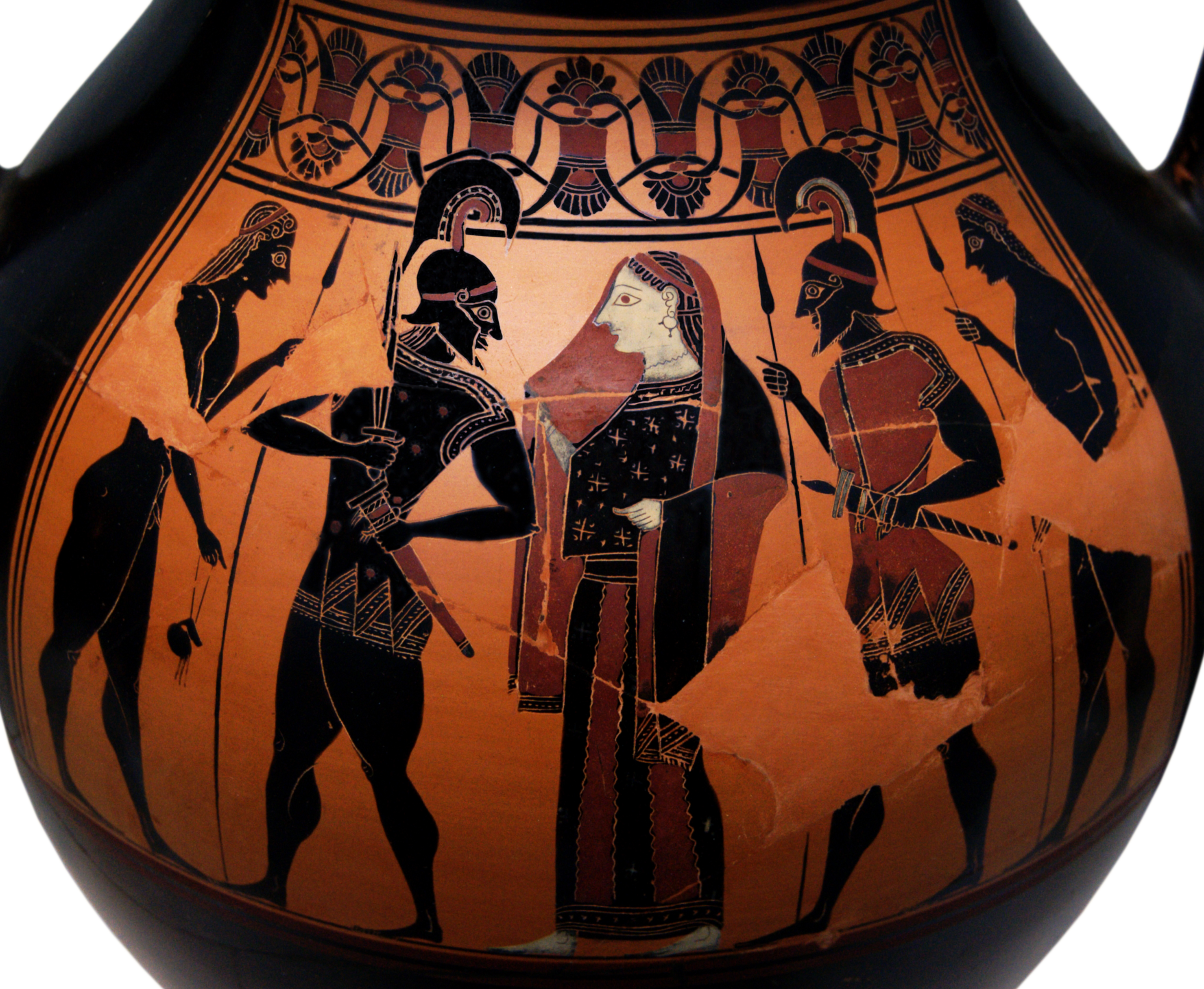
Ménélas et Hélène, vase attique à figures noires, v. 550 av. J.C.

Durant ce temps, Athéna part chercher Télémaque à Lacédémone où il vivait depuis un mois chez Ménélas. Elle lui apparaît en rêve et lui conseille de rentrer dans son pays et d'aller chez Eumée. Suivant son conseil, Télémaque éveille Pisistrate et tous deux s'apprêtent au départ. Ménélas et Hélène lui offrent des présents et un repas avant son départ, puis Télémaque et Pisistrate prennent la route du retour en char. Au moment où ils quittent le palais de Ménélas, les dieux leur envoient un présage favorable, qu'Hélène interprète comme un signe du retour imminent d'Ulysse. Ils arrivent au soir à Phères, puis, le lendemain dans la matinée, à Pylos. Télémaque, de peur d'être retenu par Nestor, préfère embarquer directement dans son navire pour rentrer au plus vite à Ithaque. Au moment d'embarquer, il accepte à son bord un nommé Théoclymène. Puis le navire fait route vers Ithaque, et Télémaque s'inquiète en pensant aux périls de la route.
Pendant ce temps, Ulysse se trouve toujours chez Eumée. Il annonce son intention d'aller mendier son pain au palais, parmi les prétendants, mais Eumée lui conseille d'attendre le retour de Télémaque, qui se montrera plus généreux avec lui que les prétendants. Ulysse accepte, et, pour passer le temps, interroge Eumée sur son passé. Eumée raconte alors l'histoire de sa vie, puis ils vont se coucher.
Le lendemain matin, Télémaque est de retour à Ithaque : il a évité l'embuscade tendue par les prétendants. Incapable d'offrir l'hospitalité à Théoclymène à cause des prétendants qui occupent le palais, il lui indique un logis où se rendre, puis se rend lui-même chez Eumée.

#### Chant XVI
Le trente-neuvième jour, Télémaque arrive chez le porcher Eumée et rencontre Ulysse, son père, que personne n'a encore reconnu sous son déguisement de mendiant. Télémaque et Eumée échangent des nouvelles du palais, où Pénélope résiste toujours aux prétendants. Télémaque s'enquiert ensuite de l'identité de l'hôte d'Eumée ; Eumée lui parle du mendiant et l'invite à lui offrir l’hospitalité, mais Télémaque s'en déclare incapable à cause des prétendants qui sèment le trouble au palais. Eumée évoque le père d'Ulysse Laërte, lui décrivant l'immense chagrin qui le ronge, dépérissant depuis le départ de son fils, refusant de manger et boire depuis le départ de son petit-fils. Pendant qu'Eumée, sur ordre de Télémaque, va prévenir Pénélope du retour de son fils, Athéna indique à Ulysse qu'il est temps de révéler son identité à son fils, et lui rend son apparence normale. Lorsqu'Ulysse rentre dans la maison, Télémaque est saisi d'effroi devant le changement d'apparence de l'étranger, qui se fait reconnaître, révèle son identité. Après leurs retrouvailles, le père et le fils commencent les préparatifs de leur vengeance pour se débarrasser des prétendants. Pendant ce temps, Eumée parvenu au palais, doublé par un héraut qui annonce la nouvelle du retour de Télémaque, transmet le message dont il a été chargé, au grand soulagement de Pénélope et au dépit des prétendants, qui font revenir leurs vigies et éclaireurs à l'initiative d'Amphinomos. Le soir, Eumée revient à sa cabane, où Ulysse a repris toute son apparence de gueux étranger, transformé à nouveau par Athéna, pour éviter toute émotion qui pourrait porter Eumée à faire savoir qu'Ulysse est de retour de Troie.

#### Chant XVII

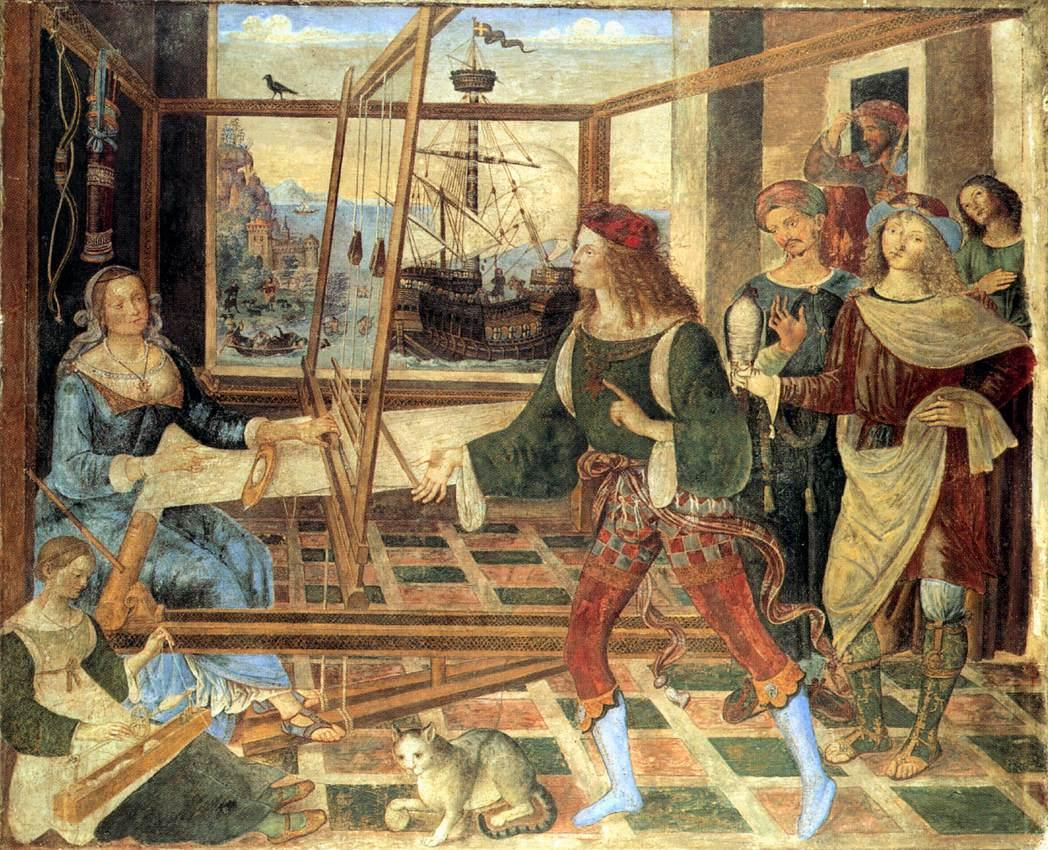
Retrouvailles d'Ulysse et de Pénélope, par Pinturicchio, v. 1508-1509.

Le jour suivant, Télémaque part pour la ville où sa mère le reçoit à bras ouverts et le presse de questions à propos d'Ulysse. Sans lui révéler que son père est de retour, il informe Pénélope que la nymphe Calypso le retenait sur son île. Dans l'après-midi, Ulysse et Eumée partent pour la ville, Ulysse toujours déguisé en mendiant. Sur la route, Ulysse se fait insulter et frapper par le maître-chevrier Mélanthios, au service des prétendants. Ils arrivent ensuite sur le seuil du palais d'Ulysse. Ils y aperçoivent le vieux chien d'Ulysse, Argos, qui meurt en reconnaissant son maître. À leur entrée dans la grand salle, Télémaque les reconnaît et sert de la viande à Ulysse. Les prétendants réservent un accueil moqueur au mendiant, à commencer par leur chef Antinoos, qui insulte Ulysse et le frappe d'un coup de tabouret. Ulysse, méditant sa vengeance, supporte coups et moqueries en demandant l'aumône. Antinoos redouble de menaces, au point de s'attirer la désapprobation des autres prétendants, saisis d'une crainte superstitieuse. Eumée parle du mendiant à Pénélope, et celle-ci décide de lui parler. Mais Ulysse la fait attendre jusqu'au soir, pour ne pas exciter de nouveau la haine des prétendants. Eumée s'en retourne alors chez lui.

#### Chant XVIII
Iros, un mendiant fameux à Ithaque, arrive au palais. Voyant Ulysse en mendiant installé sur le seuil, il l'insulte. Une bagarre éclate, dont Antinoos et les prétendants s'amusent beaucoup, promettant une abondante récompense en viande au vainqueur. Mais contrairement à leur attente, c'est Ulysse qui l'emporte. L'un des prétendants, Amphinomos, vient féliciter Ulysse et lui offrir du pain ; en retour, celui-ci lui conseille de quitter le palais avant le retour d'Ulysse, afin de lui donner une chance d'échapper au massacre à venir, mais Amphinomos n'en fera rien. Guidée par Athéna, Pénélope se montre aux prétendants, et donc également à Ulysse. La reine reproche aux prétendants leur conduite grossière, mais Antinoos, parlant en leur nom, campe sur ses positions et refuse de quitter le palais avant que Pénélope n'ait accepté d'épouser l'un d'entre eux. Les insultes à l'égard d'Ulysse continuent, de la part de Mélantho, l'une des servantes du palais qui a pris le parti des prétendants, puis de l'un des prétendants, Eurymaque, qui manque de blesser Ulysse avec un tabouret. Mais le banquet s'achève dans un calme relatif.

#### Chant XIX

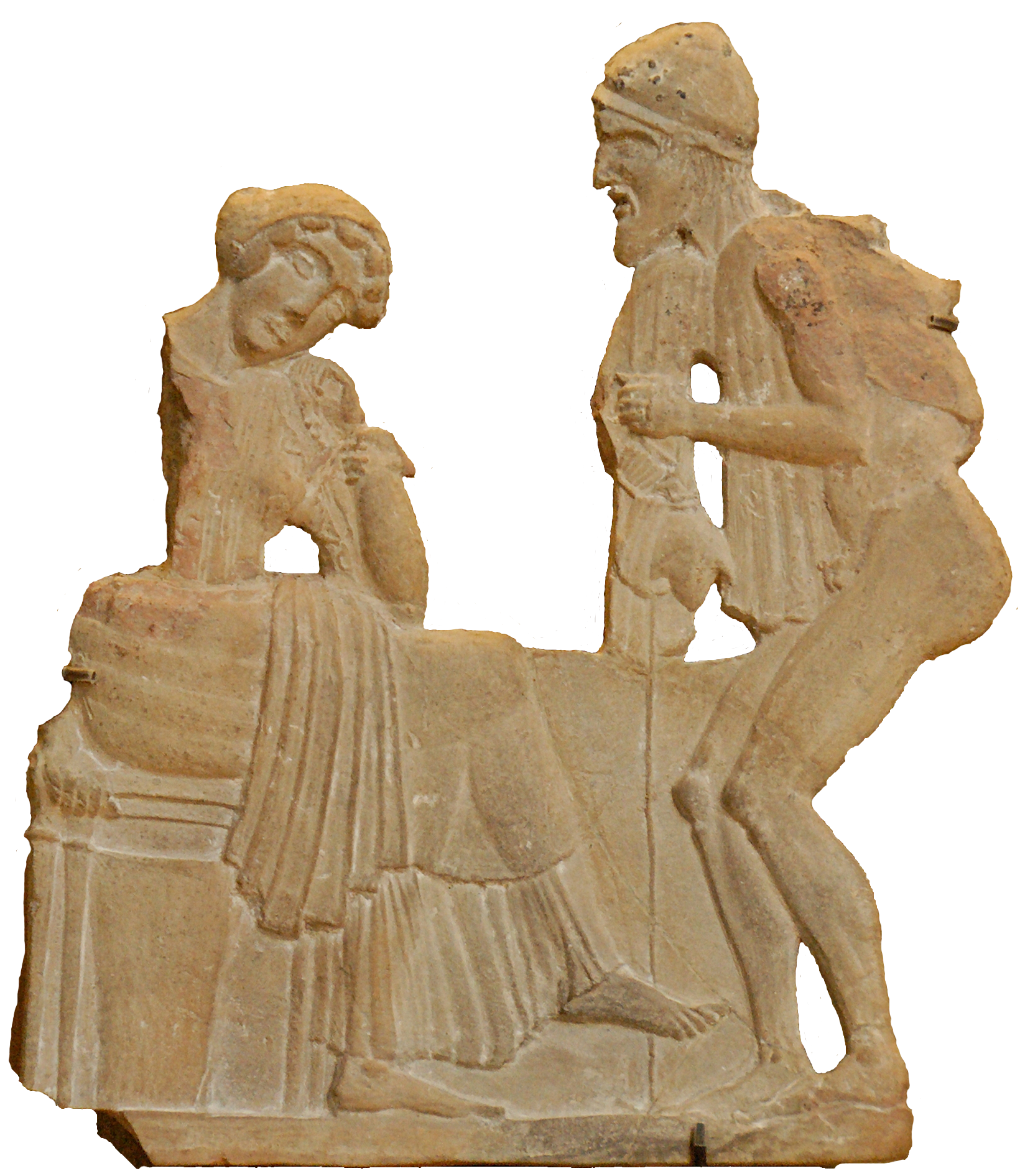
Ulysse déguisé en mendiant teste la fidélité de Pénélope, relief en terre cuite, v. 450 av. J.-C., musée du Louvre (vers 860).

Ulysse et Télémaque s'emparent des armes accrochées aux murs du palais et les placent en lieu sûr. Ulysse parle ensuite à Pénélope sans que celle-ci le reconnaisse. Elle lui explique qu'elle ne croit pas qu'Ulysse soit mort et qu'elle ne désire pas se remarier. C'est pourquoi elle a repoussé les prétendants, leur faisant croire qu'elle tissait un linceul pour le père de son mari mais elle défaisait chaque nuit le travail accompli durant le jour. De son côté, tout en s'en tenant à sa fausse identité et à l'histoire qu'il a déjà inventée pour Eumée, Ulysse lui donne quelques informations véridiques sur son retour et son séjour chez les Phéaciens. Pénélope sort en ordonnant à ses servantes de laver les pieds du mendiant et de lui préparer un lit. Ulysse acquiesce, mais n'accepte de se faire laver les pieds que par la vieille Euryclée. En lui lavant les pieds, la nourrice reconnaît sur la jambe d'Ulysse une cicatrice qu'il porte depuis qu'un sanglier l'a blessé dans sa jeunesse, alors qu'il chassait sur le mont Parnasse en compagnie des fils d'Autolycos. L'épisode est rappelé à cette occasion, et l'on apprend que c'est Autolycos qui a choisi le nom d'Ulysse. Bouleversée, Euryclée comprend que le mendiant n'est autre que son roi, mais, à la demande d'Ulysse, elle promet de garder le secret. Après le bain de pieds, Pénélope invite le mendiant à s'en aller dormir, mais lui demande auparavant son avis sur un songe prémonitoire qu'elle a fait : c'est un nouveau présage du retour d'Ulysse. Elle reste cependant sceptique sur le retour de son mari, croyant que le rêve lui est arrivé par la porte d'ivoire et qu'il est donc trompeur. Pénélope annonce ensuite qu'elle consentira à épouser celui qui sera capable de bander l'arc de son époux et d'envoyer une flèche traverser douze haches alignées, comme le faisait Ulysse. Ulysse approuve, et lui assure qu'Ulysse reviendra avant qu'aucun prétendant ne parvienne à remporter l'épreuve. Après cela, tous vont se coucher. Les vers 374-390 de ce chant sont condamnés par Aristarque de Samothrace et les vers 273-286 sont considérés comme une interpolation par Victor Bérard.

#### Chant XX
La nuit s'avance, mais Ulysse reste éveillé. Il observe les servantes, voit celles qui lui sont restées fidèles et celles qui se donent aux prétendants. Il se rappelle ses aventures passées et attend l'heure de se venger : « Patience, mon cœur ! » Athéna lui apparaît alors et le convainc de dormir un peu. Peu après, Pénélope s'éveille et s'abandonne au chagrin. Ulysse entend ses plaintes, et demande à Zeus de lui envoyer un signe favorable : aussitôt la foudre brille dans le ciel.
Au matin du 41e jour, à l'occasion de la fête d'Apollon, le banquet commence. Les servantes s'affairent et Eumée arrive au palais. Ulysse subit de nouveau des insultes et des moqueries. Eumée et Ulysse rencontrent le bouvier Philétios, resté fidèle à Pénélope, et qu'Ulysse persuade de rester au palais, se ménageant ainsi un allié supplémentaire pour le combat à venir. Pendant ce temps, les prétendants méditent encore la mort de Télémaque, mais un présage défavorable leur fait finalement renoncer à leur projet et ils se rendent au festin. Pendant le repas, les prétendants, qui ne cessent de se moquer d'Ulysse et de le rudoyer, sont soudain saisis d'un rire inextinguible proche de la folie, tandis que les présages se multiplient autour d'eux : ces signes sont envoyés par Athéna, qui prépare leur perte. Théoclymène prophétise soudain leur fin funeste, et quitte l'assemblée sous les moqueries. Dans les trente premiers vers du chant XX se trouvent certaines lignes qui font fortement penser à celles de Simonide d'Amorgos : elles sont considérés comme une interpolation par Victor Bérard.

### Chants XXI à XXIV: la vengeance d'Ulysse

#### Chant XXI
Pénélope fait préparer l'arc et les flèches d'Ulysse, dont l'histoire est rappelée à ce moment. La reine avise alors ses prétendants de sa décision d'épouser celui qui sera capable de bander l'arc d'Ulysse et de traverser, d'une flèche, douze fers de hache disposés à la file. Télémaque, outré, se propose de réussir l'épreuve lui-même afin de dissuader les prétendants pour de bon : il tente trois fois de bander l'arc de son père, mais Ulysse déguisé lui fait signe d'arrêter au moment où il va peut-être réussir. Les prétendants se préparent alors à tenter l'épreuve les uns après les autres. Toutefois, aucun d'eux n'est assez fort pour bander l'arc d'Ulysse. Pendant ce temps, Ulysse va trouver Eumée et Philétios et leur révèle son identité, puis leur ordonne de fermer les portes de la salle et leur donne diverses instructions. Il retourne alors près des prétendants et déclare qu'il veut tenter l'épreuve. Antinoos se moque de lui, mais Pénélope le fait taire et accepte de donner sa chance au mendiant. Télémaque la somme alors de regagner sa chambre et de laisser les hommes entre eux, afin qu'elle n'assiste pas au massacre. Ulysse se saisit alors de l'arc, le bande sans problème, et réussit l'épreuve, au grand effroi des prétendants. Ulysse et Télémaque se saisissent alors de leurs armes.

#### Chant XXII

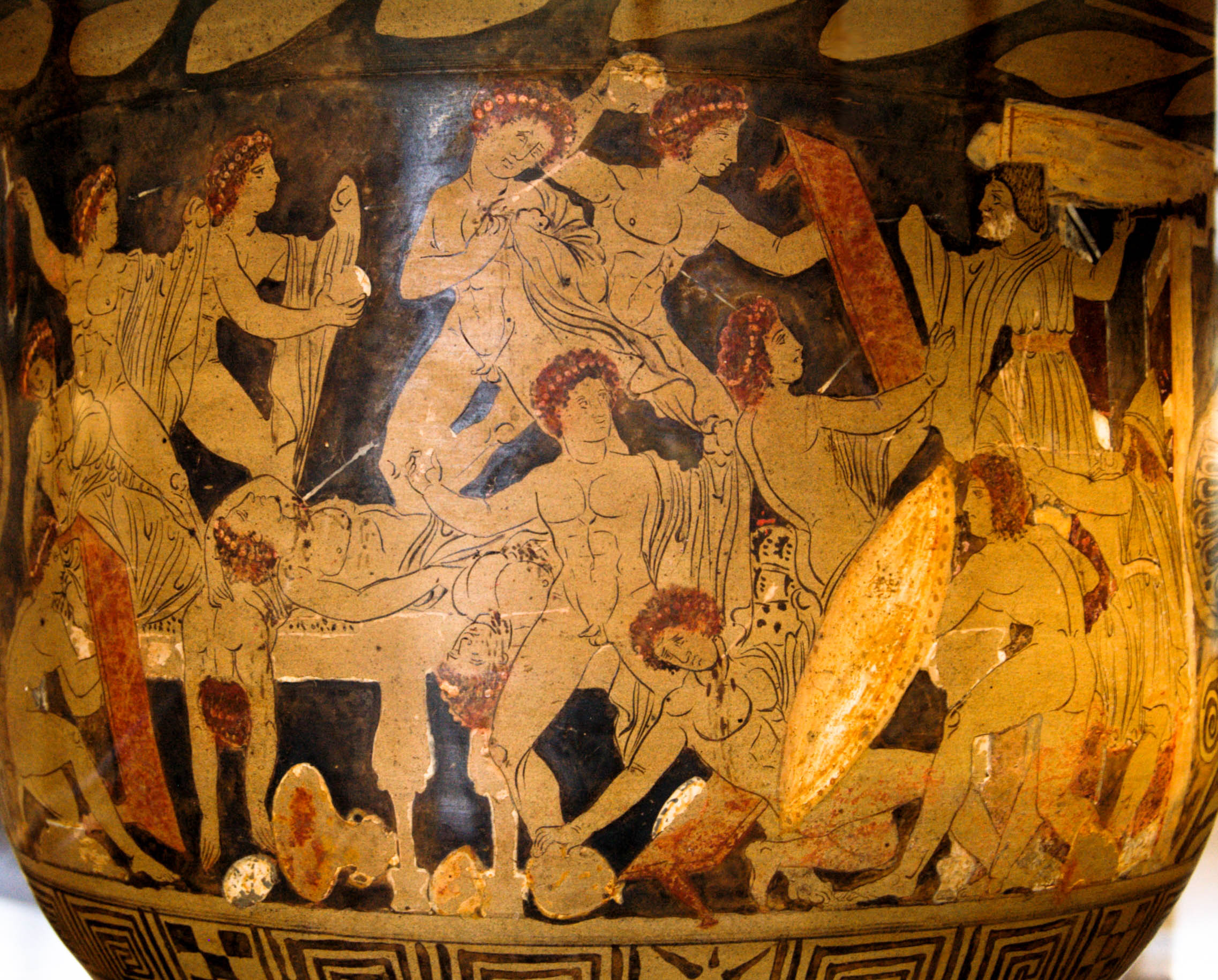
Massacre des prétendants par Ulysse et Télémaque, cratère campanien à figures rouges, v. 330 av. J.-C., musée du Louvre (CA 7124).

Ce chant est surnommé la « Mnestérophonie ». Ulysse tire sa première flèche. Cette dernière atteint à la gorge Antinoos, qui s'effondre immédiatement. Ulysse révèle ensuite sa véritable identité. C'est alors qu'Eurymaque supplie Ulysse de l'épargner en échange de nombreux présents. Ulysse ne cède pas. Les prétendants ont commis le délit de démesure (Hybris), qui ne peut être pardonné. Ulysse, avec l'aide de Télémaque, d'Eumée et du fidèle chevrier Philétios châtie tour à tour les malheureux prétendants. Sur l'injonction de Télémaque, Ulysse épargne l'aède Phémios et un serviteur du palais. Par cet acte, il se démarque d'Égisthe. Mélanthios est capturé et émasculé, puis on lui sectionne les membres, puis on jette ses restes aux chiens. Après cet épisode sanglant, Euryclée dénonce les douze servantes qui ont trahi Ithaque en couchant avec les prétendants. Elles seront pendues après avoir été forcées de nettoyer les traces du massacre.

#### Chant XXIII
Le soir, Ulysse rejoint Pénélope qui doute encore. En accord avec Télémaque, il retarde l'annonce de la nouvelle de la mort des prétendants. Pénélope met Ulysse à l'épreuve en lui mentant sur leur lit. Ce dernier, en révélant les caractéristiques du lit en bois, se fait enfin reconnaître. Ils se tombent dans les bras et se racontent les souffrances qu'ils ont subies durant toutes ces longues années.
Aristophane de Byzance et Aristarque de Samothrace entre autres homéristes, considèrent que le poème authentique s'achève avec le vers 296 du chant XXIII, qui évoque sobrement les retrouvailles charnelles des deux époux, et que tout ce qui suit a été ajouté postérieurement, de la même façon que le chant X de l’Iliade (la « Dolonie »). Quoi qu'il en soit de cette question très complexe, nous savons que les grammairiens d'Alexandrie Aristophane et Aristarque reconnaissaient ici la « fin » ou le « terme », πέρας, de l'Odyssée, pour des raisons qui ne semblent pas avoir été documentées parce qu'ils connaissaient des copies du poème s'achevant en XXIII (296) mais en raison d'un jugement littéraire.

#### Chant XXIV
Hermès conduit aux Enfers les âmes des prétendants, les autres âmes discutent entre elles de la nouvelle. De son côté, Ulysse retrouve Laërte, son vieux père, et s'en fait reconnaître. Cependant, à Ithaque, la nouvelle du massacre des prétendants se répand et une partie des citoyens s'arment pour la vengeance. Athéna s'interpose alors et ordonne la paix durable entre les deux camps.

## Genèse de l'Odysséeet comparaisons indo-européennes
Les indianistes ont dès la fin du XIXe siècle attiré l'attention sur les ressemblances existantes entre certains épisodes du Mahâbhârata et du Ramayana et de l'Odyssée, ressemblances qui montrent que le récit a gardé un arrière plan de traditions antérieures qui débordent le cadre proprement ionien, voire achéen.
Par la suite, Georges Dumézil et Mircea Eliade ont approfondi ces analogies entre les épopées indiennes et l'Odyssée étayant l'hypothèse d'une origine mythologique indo-européenne de ces récits.
Pour Nick Allen, les ressemblances entre les épopées de l'Odyssée et du Mahâbhârata « sont si nombreuses et si précises que, en dépit des différences, les deux peuvent être considérés comme racontant la même histoire »,. Ce professeur d'Oxford a notamment montré que toute la série des rencontres féminines d'Ulysse, de Circé à son épouse Pénélope, trouve un correspondant rigoureux dans le chant I du Mahâbhârata indien.

## Transmission du texte

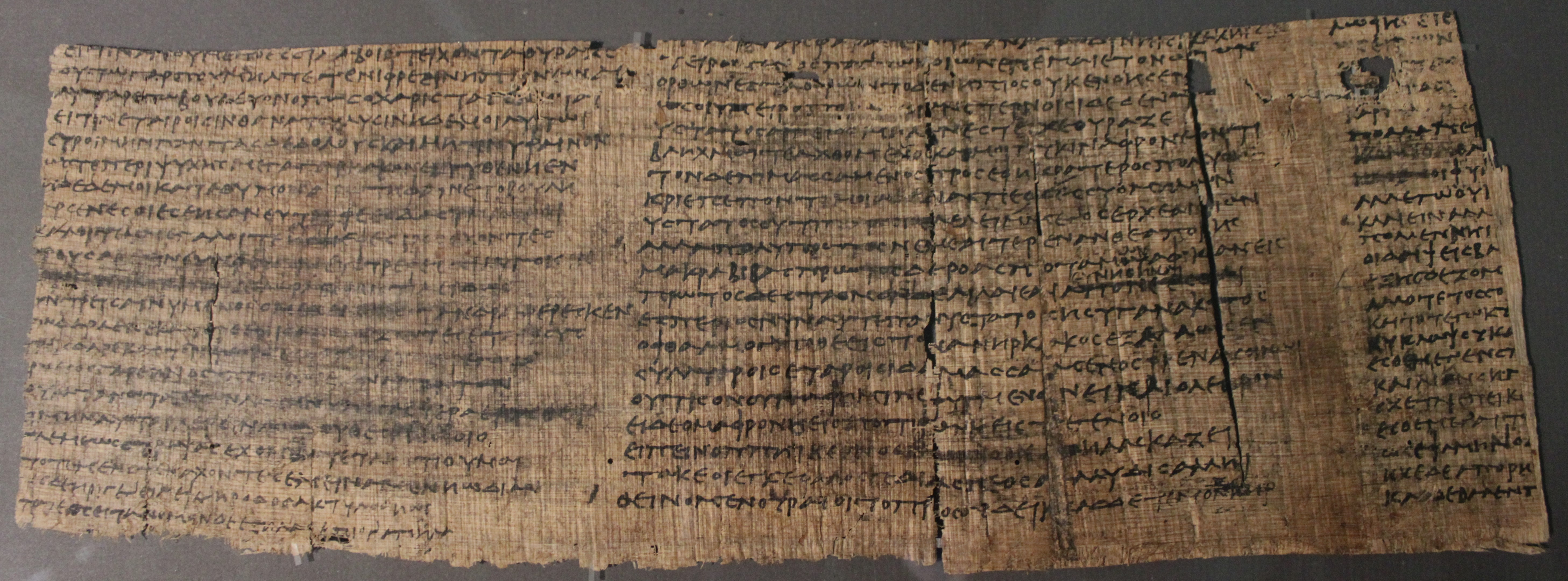
Papyrus de Médinet Ghoran (Fayoum), faisant partie d'un ensemble constituant la plus ancienne copie connue de passages de lOdyssée, exemplaire d'étude dans une écriture peu soignée. Institut de Papyrologie de la Sorbonne.

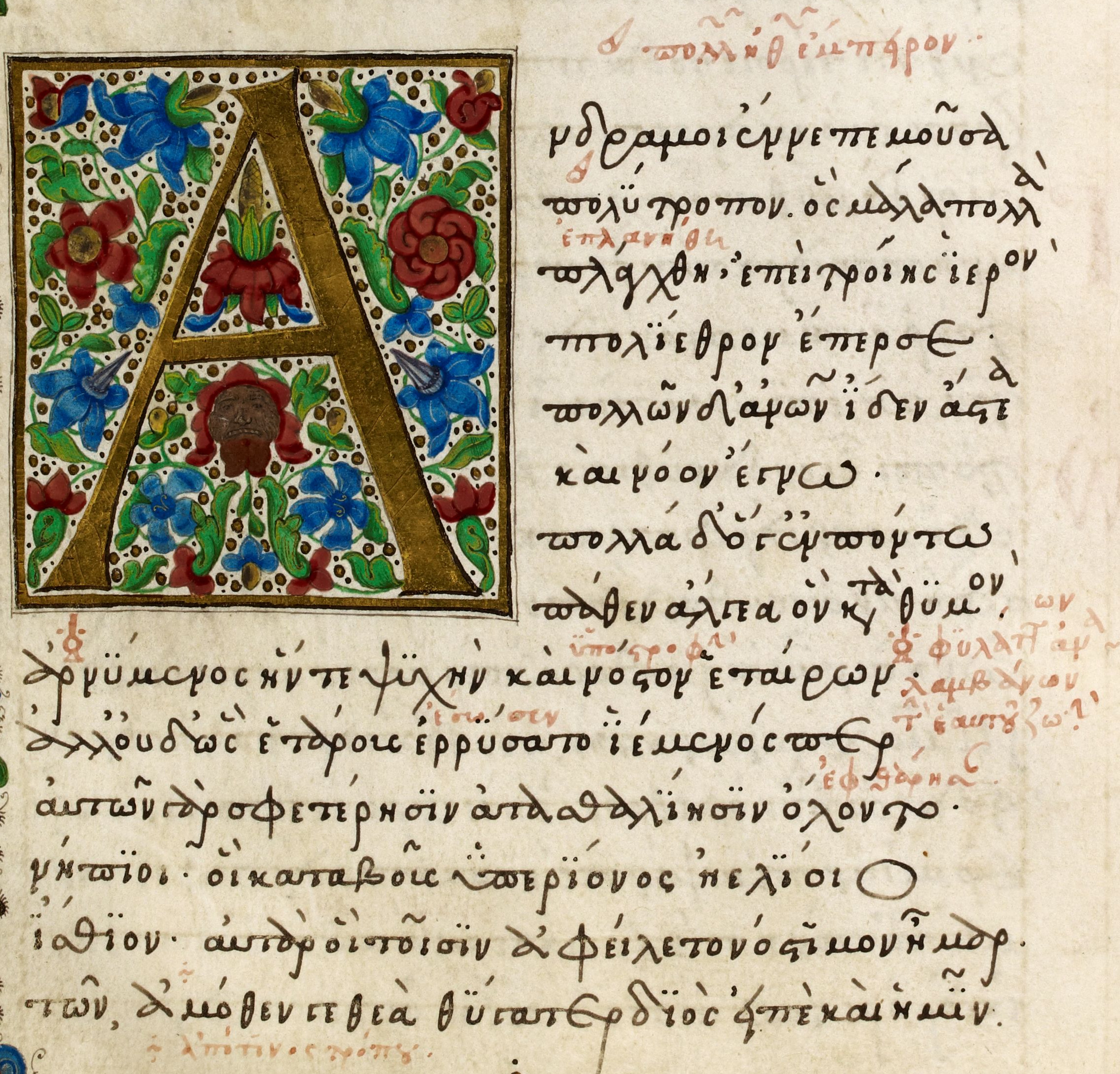
Manuscrit de lOdyssée, v. 1450-1475.

La forme et le contenu exact du texte, tel que le poète de l'Odyssée l'a conçu à la fin du VIIIe ou au VIIe siècle av. J.-C., ne sont pas tout à fait sûrs même pendant l'Antiquité. Pour l'Odyssée comme pour l'Iliade, de nombreuses copies divergentes ont pu se trouver en circulation peu de temps après sa rédaction. La haute estime dans laquelle on a tenu très tôt les textes homériques, a conduit néanmoins à des tentatives à de multiples reprises de procéder à des reconstructions critiques du texte de la version originale. Ainsi, dans l'Athènes du tyran Pisistrate à la fin du VIe siècle av. J.-C., ces reconstructions se font même aux frais du gouvernement. Jusqu'aux premiers temps hellénistiques, cependant, les papyri montrent des versions différentes les unes entre les autres et avec la version athénienne.
Cela ne change qu'après la fondation de la bibliothèque d'Alexandrie par Ptolémée Ier Sôter en 288 av. J.-C. Les savants Zénodote, Aristophane de Byzance et surtout Aristarque de Samothrace, sixième dirigeant de la bibliothèque, créent par des comparaisons et des méthodes de texte critiques les versions canoniques des deux épopées, qui correspondaient probablement aux versions athéniennes. Bien que les écrits des trois chefs de la bibliothèque se soient en grande partie perdus au fil du temps, on peut rattacher avec une certaine certitude les transcriptions des deux épopées jusqu'à la fin de l'Antiquité et sous leur forme actuelle à leurs travaux.

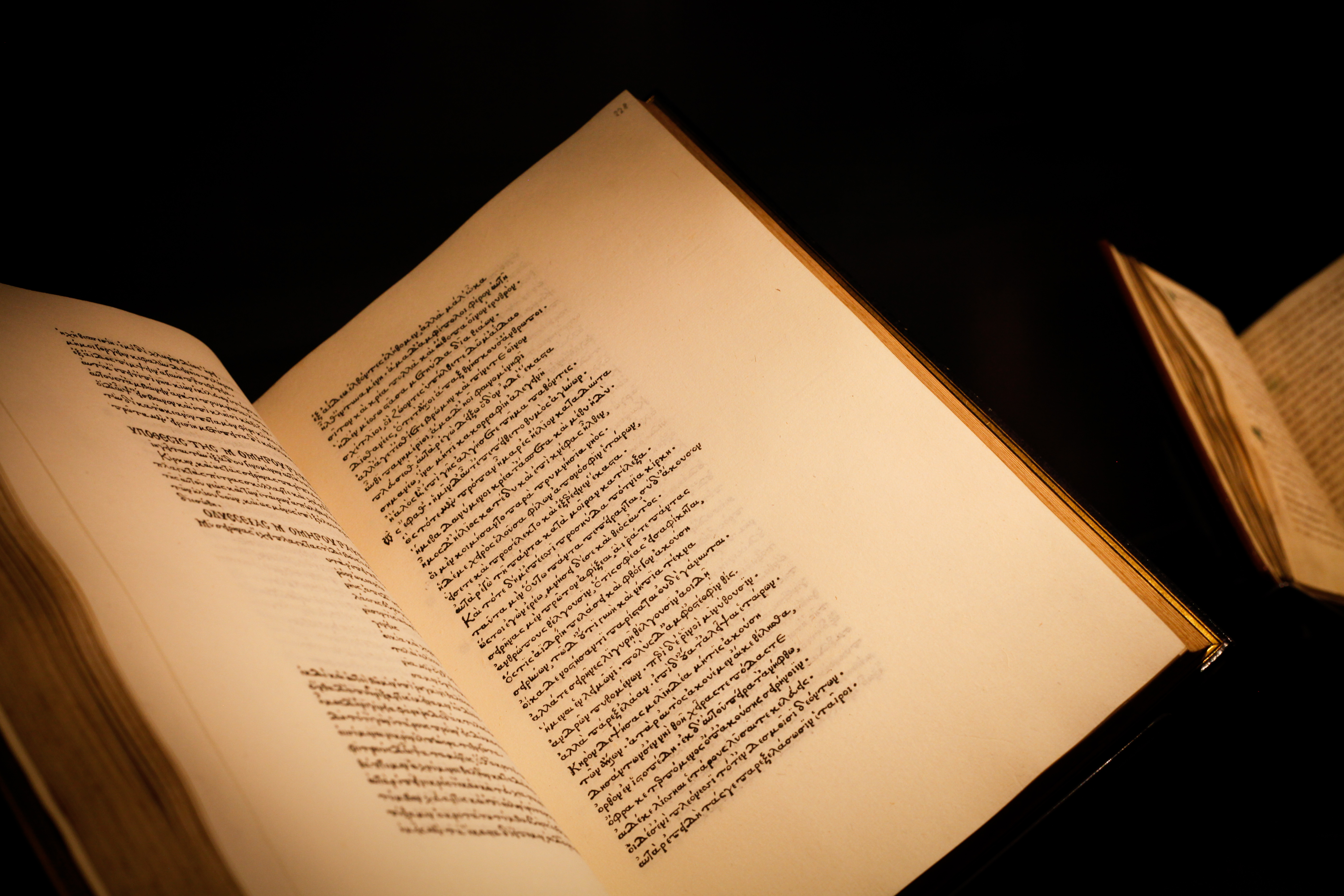
Édition incunable de l'Odyssée en grec ancien par Bernardo et Nerlio Nerlio, début du chant XIII, Florence, 1488.

Cela peut s'expliquer surtout par la vénération que l'on vouait à Homère dans le monde antique. L'Odyssée et l'Iliade appartenaient au noyau de l'ancien canon de l'éducation, et depuis le travail des bibliothécaires alexandrins, la transmission fidèle des textes a été respectée. Des copies complètes des deux œuvres de l'Antiquité ne sont pas conservées.
Les textes fragmentaires les plus anciens comprennent le papyrus Homère de Londres de la première moitié du IIe siècle et le papyrus Homère de Berlin du IIIe siècle. En juillet 2018, le ministère grec de la Culture annonce que des archéologues grecs et allemands avaient trouvé dans l'ancienne Olympie une tablette d'argile avec 13 vers du chant XIV de l'Odyssée, qui selon les premières estimations pourrait remonter à la période romaine avant le IIIe siècle.
Le plus ancien manuscrit conservé des œuvres complètes homériques provient de Constantinople au XIIe siècle, les incunables (premières versions imprimées) datent du XVe siècle. Entre la première fixation écrite des épopées homériques et les plus anciennes versions du texte qui nous sont parvenues, il s'est écoulé une période de presque 2 000 ans. Néanmoins, la recherche suppose que les versions d'aujourd'hui, grâce au travail préparatoire des savants de l'Antiquité, correspondent essentiellement à la version d'Homère.

## Traductions en français

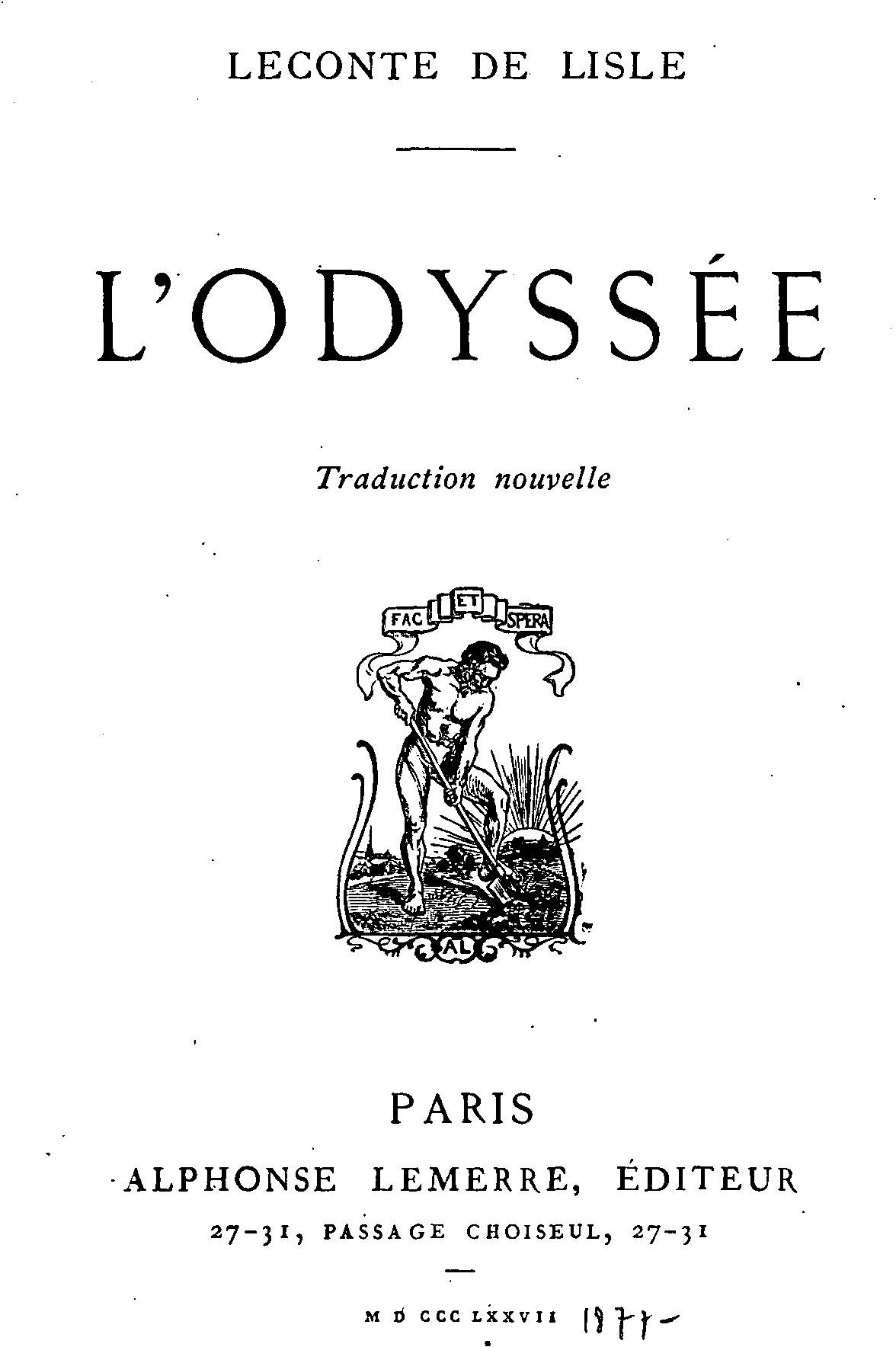
Page de titre de l'édition de Leconte de Lisle, 1877.

- Jacques Peletier du Mans, chants I et II, 1571.
- Salomon Certon, traduction en alexandrins rimés, 1604.
- Claude Boitel, traduction en prose, 1619.
- Achille La Valterie, traduction en prose, 1681.
- Anne Dacier, traduction en prose, 1716[26]
- Guillaume Dubois de Rochefort, traduction en alexandrins rimés, 1777.
- Pierre-Louis-Claude Gin, traduction en prose, 1783.
- Paul Jérémie Bitaubé, traduction en prose, 1810.
- Jean-Baptiste Dugas-Montbel, traduction en prose, 1818.
- Charles-François Lebrun dit Le Prince Le Brun, traduction en prose, 1819.
- Eugène Bareste, traduction en prose, 1842.
- Pierre Giguet, traduction en prose, 1843.
- Émile Pessonneaux, traduction en prose, 1850.
- Leconte de Lisle, traduction en prose, 1867, reprise dans la collection « Presses Pocket ».
- J. B. F. Froment, traduction en alexandrins rimés, 1883.
- Ulysse-François-Ange de Séguier, traduction en alexandrins rimés, 1896.
- Victor Bérard, traduction en prose faite d'alexandrins blancs, éd. Les Belles Lettres, 1924, reprise aux éditions Gallimard dans les collections « bibliothèque de la Pléiade » (1955), « Folio » (1973) et « Folio classique » (1999), ainsi que par LGF/Le Livre de Poche (1960) et les éditions Albin Michel dans Tout Homère (2019).
- Médéric Dufour et Jeanne Raison, traduction en prose, éd. Garnier, 1935, reprise dans la collection « GF » (1965).
- Mario Meunier, traduction en prose, Union Latine d'Éditions, 1943, éd. Albin Michel, 1956.
- Philippe Jaccottet, traduction en vers libres, Club français du livre, 1955, éd. La Découverte, 1982, reprise en extraits dans la collection « Le Livre Poche » (1989).
- Frédéric Mugler, texte grec et traduction en quatorzains non rimés, éd. La Différence, 1991, traduction reprise éditions Actes Sud, coll. « Babel », 1995.
- Louis Bardollet, traduction en prose, éd. Robert Laffont, coll. « Bouquins », 1995.
- Emmanuel Lascoux, traduction en prose, éditions P.O.L, 2021.
- Philippe Brunet, traduction en hexamètres, Éditions du Seuil, 2022.

## Représentations artistiques

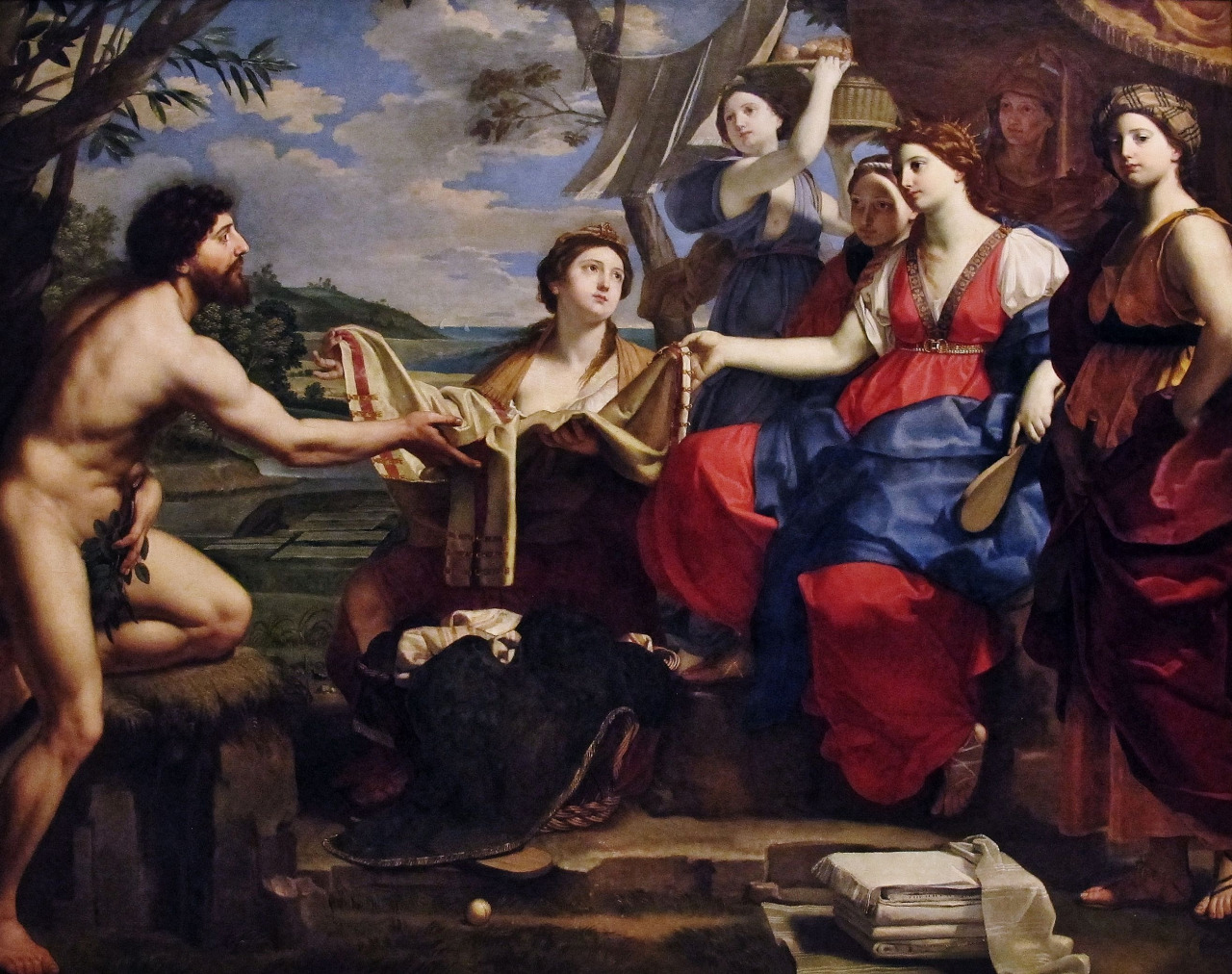
Ulysse devant Nausicaa et ses servantes, par Michele Desubleo (1601-1676).
Ulysse et les sirènes, par John William Waterhouse.

## Postérité et œuvres dérivées

### Études historiques et littéraires
- Samuel Butler, The Authoress of the Odyssey[27], 1897.
- Jean Cuisenier, Le Périple d'Ulysse, Fayard, 2003.
- Marcel Detienne et Jean-Pierre Vernant, Les Ruses de l'intelligence. La mêtis des Grecs, Flammarion, 1974.
- Moses Finley, Le Monde d'Ulysse, Seuil, coll. « Points », 2002.
- Gilbert Pillot, Le Code secret de l'Odyssée, Robert Laffont, 1969.
- Pietro Pucci, Ulysse polutropos : lectures intertextuelles de l'Iliade et de l'Odyssée, Septentrion, 1995.
- Suzanne Saïd, Homère et l'Odyssée, Belin, 1998.
- Tim Severin, Le Voyage d'Ulysse, étude d'archéologie expérimentale visant à reconstituer les navigations d'Ulysse en Méditerranée, Albin Michel, 1989.
- Victor Bérard, Dans le sillage d'Ulysse, album odysséen avec des photos de Frédéric Boissonnas (1933, posth.), éd. Armand Colin, Paris.

### Littérature de fiction ancienne et classique
- Lucien de Samosate, au IIe siècle, parodie dans ses Histoires vraies — qu'il annonce n'être que mensonges — les voyages d'Ulysse[28].
- Fénelon, dans le roman Les Aventures de Télémaque (1699), développe le récit des pérégrinations de Télémaque à la recherche de son père.

### Littérature de fiction moderne et contemporaine
- Louis Aragon, Les Aventures de Télémaque (1922), autre réécriture romanesque de la Télémachie.
- Jean Giono, Naissance de l’Odyssée (1930), est une réécriture de l'Odyssée qui relate le mensonge d'un Ulysse très humain.
- Michel Honaker, Odyssée, Flammarion, 2006.
- James Joyce, Ulysse (1922) a pu être interprété comme une réécriture de l’Odyssée dans le Dublin moderne, en une journée.
- Hervé Le Tellier, dans le roman Eléctrico W (2011), réutilise la trame, pendant neuf jours à Lisbonne, où un narrateur (Balmer-Homère) accompagne le héros (Flores-Ulysse).
- Sándor Márai, Paix à Ithaque (1952), réécriture de l'Odyssée : après la mort du héros, Pénélope, Télémaque et Télégonos essayent de percer le mystère du personnage d'Ulysse.
- Éric-Emmanuel Schmitt , dans le roman Ulysse from Bagdad (2008), relate l'itinéraire de Bagdad jusqu'à Londres d'un immigré clandestin comparé à Ulysse.
- Dan Simmons, le diptyque de Ilium (2003) et Olympos (2005), est en partie une réécriture des épopées homériques dans un univers de science-fiction.
- Margaret Atwood, L'Odyssée de Pénélope (2005), réécriture du point de vue de Pénélope
- Emmanuelle Dourson, dans Si les dieux incendiaient le monde (Grasset, 2021), fait de l'épopée le medium d'une initiation aux pouvoirs du Verbe poétique au point qu'une jeune fille se vit un moment comme une Nausicaa moderne. Dans le final du roman, un Poséidon déchaîné incarne les puissances cosmiques.

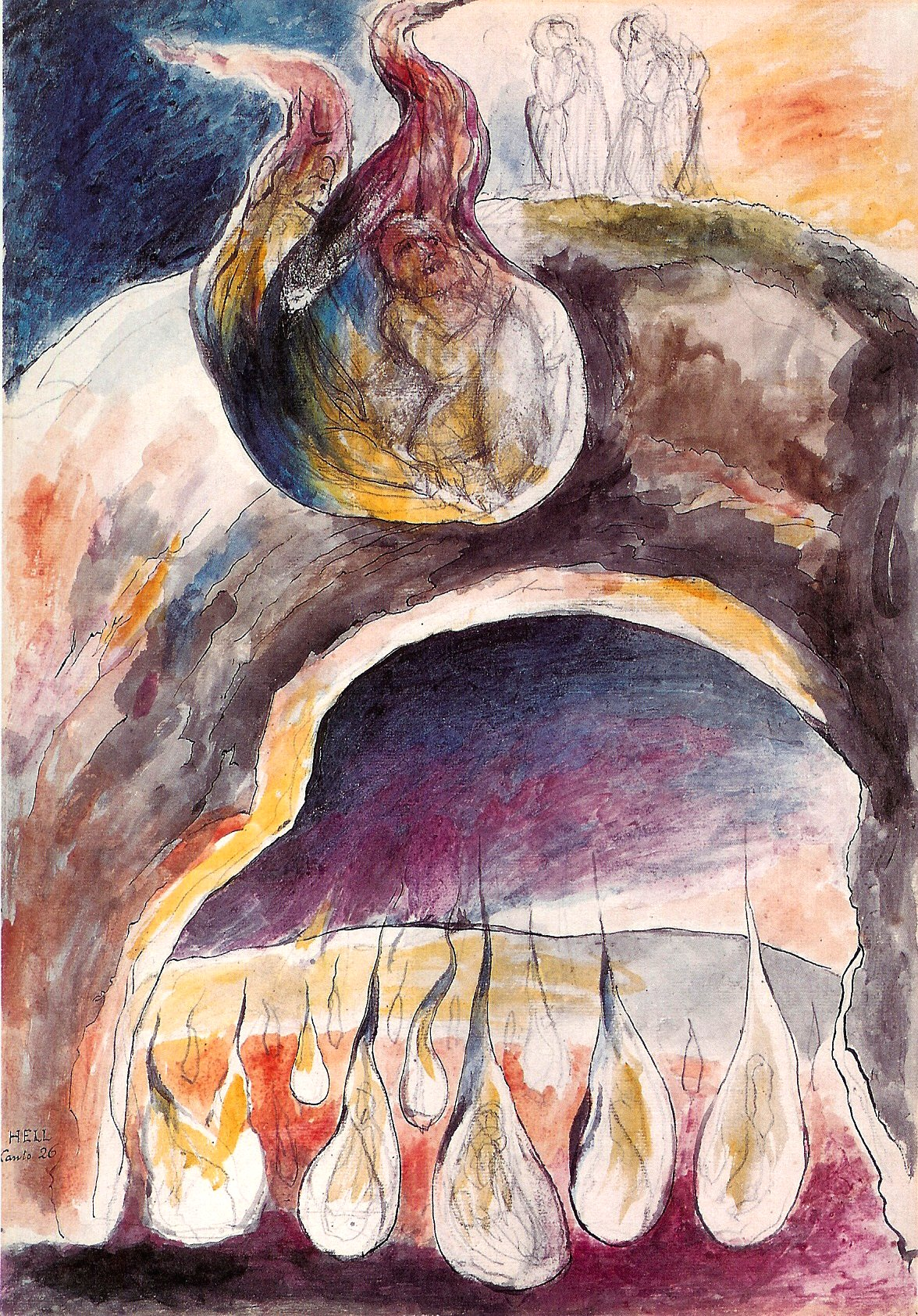
Ulysse et Diomède aux Enfers, dessin de William Blake (1757-1827) illustrant le chant 26 de la Divine Comédie.

### Poésie
- Dante Alighieri, au chant 26 de la Divine Comédie (v. 1303-1320), montre Ulysse et Diomède suppliciés aux Enfers.
- Joachim du Bellay commence le sonnet 31 des Regrets (1558) par le vers souvent cité : « Heureux qui, comme Ulysse, a fait un beau voyage ».
- Alfred Tennyson (1809-1892), poète lauréat britannique de l'époque victorienne, a composé deux poèmes inspirés de l'Odyssée : Les Mangeurs de Lotus (1832) et Ulysse (1833).
- Le poète grec moderne Constantin Cavafy a composé plusieurs poèmes directement inspirés de l’Odyssée, dont « Une autre Odyssée » (1894) et « Ithaque » (1911).
- L'écrivain grec moderne Níkos Kazantzákis a composé une Odyssée (1924-1939).

### Pastiche
- Les Cryptes de la Critique. Vingt Lectures de l'Odyssée (2008) de Núria Perpinyà est un pastiche de vingt interprétations différentes sur l'Odyssée.

### Théâtre
- En 1974, le dramaturge français Jean-Michel Ribes a écrit une pièce de théâtre, L'Odyssée pour une tasse de thé, reprenant l’Odyssée d'une façon parodique.
- Durant une nuit de huit heures, de 22 heures à 6 heures du matin, le 22 juillet 1981, le conteur Bruno de La Salle récite l'Odyssée d'Homère au Festival d'Avignon[29] ; la performance est retransmise sur France Culture[30],[31].
- En 2008, le dramaturge italien Mario Perrotta crée la pièce de théâtre-récit Odyssée (Odissea).
- En 2017, la comédienne et auteure Pauline Bayle présente un diptyque reprenant de façon condensée, avec cinq acteurs, l'histoire de l’Iliade et de l’Odyssée[32].

### Musique
- L'opéra de Claudio Monteverdi Le Retour d'Ulysse dans sa patrie, créé en 1640, prend pour sujet la dernière partie de l’Odyssée.
- L'opéra de Jules Matton, livret de Marion Aubert, L'Odyssée, créé en 2018, est écrit pour trois solistes, quatuor à cordes et chœur d'enfants[33].
- La chanson Tales of Brave Ulysses dans l'album Disraeli Gears (1967) du groupe de blues-rock psychédélique anglais Cream .
- La chanson Heureux qui comme Ulysse (1970) de Georges Delerue et Henri Colpi, interprétée par Georges Brassens pour le film homonyme d'Henri Colpi, s'inspire lointainement du voyage d'Ulysse à travers Joachim du Bellay.
- La chanson The Odyssey, dans l'album éponyme (2002) du groupe de metal progressif Symphony X, est une composition épique comprenant sept parties, durant 24 minutes, qui raconte le voyage de retour d'Ulysse.
- L'album Odyssée (1977) du groupe de rock progressif français Artcane, faisant allusion au voyage d'Ulysse avec les pièces de musique Odyssée et Artcane 1.
- Les 9 albums de Jorge Rivera-Herrans, Epic, The Musical, raconte l'histoire de l'Odyssée en neuf albums appelés « sagas », depuis la fin de la guerre de Troie jusqu'au retour d'Ulysse à Ithaque.

### Danse
- Le ballet de danse contemporaine Ulysse de Jean-Claude Gallotta, pièce de la nouvelle danse française, est chorégraphié en quatre versions différentes de 1981 à 2007.

### Peinture
- Le peintre Georges-Antoine Rochegrosse a réalisé des dessins et des peintures pour une édition de l’Odyssée dans la traduction de Leconte de Lisle parue en 1930.
- John Flaxman a réalisé une série de compositions portant sur les principaux épisodes de l'Odyssée, gravées par Reveil et publiées en 1835.
- Le peintre Marc Chagall a réalisé une série de 82 lithographies représentant les grandes scènes de l’Odyssée, publiée en 1974-75.

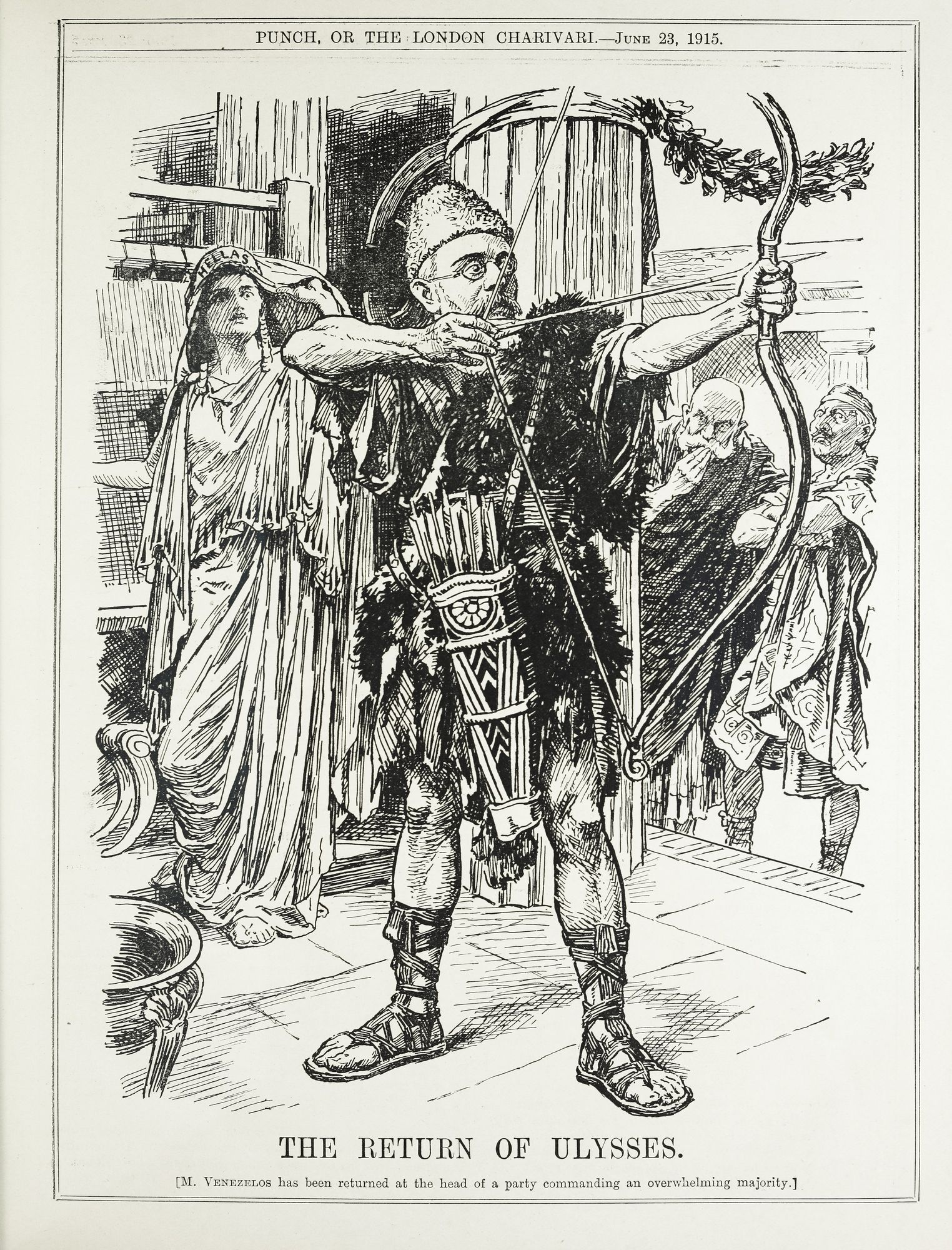
Détournement du mythe : Le Retour d'Ulysse, caricature du magazine britannique Punch montrant le retour au pouvoir du premier ministre grec Elefthérios Venizélos, favorable à l'Entente, au grand dépit des « prétendants » François-Joseph d'Autriche et Guillaume II d'Allemagne, 23 juin 1915.

### Bande dessinée
- Ulysse (2 vol., 1974-1975), de Lob et Pichard, chez Dargaud, où l’Olympe est dépeint comme une assemblée d’extraterrestres munis de technologies modernes : l’outre à vent d’Éole est par exemple un réacteur, etc.
- L'Odyssée (2010), de Christophe Lemoine et Miguel de Lalor, Glénat.
- L'Iliade et l'Odyssée (2015) de Soledad Bravi, École des loisirs.
- L'Odyssée (4 vol., 2017-2020), de Clotilde Bruneau (illustré par Giovanni Lorusso pour le tome 1 et Giuseppe Baiguera pour les 3 suivants), chez Glénat.
- L'Odyssée (2023) de Béatrice Bottet et Emilie Harel, Casterman.

### Cinéma
- Le péplum Ulysse (1954) de Mario Camerini est une adaptation de l’Odyssée.
- Le film O'Brother (2000) des frères Coen s'inspire librement de l’Odyssée dans certaines de ses péripéties.
- La version longue du film Troie (2004) de Wolfgang Petersen qui est une adaptation de l'Iliade, comporte une référence à l'Odyssée où Ulysse (interprété par Sean Bean) dit que son chien va lui manquer avant d'aller à la guerre de Troie.
- Le film Retour à Cold Mountain, inspiré du roman de Charles Frazier, possible transposition de l'Odyssée dans l'Amérique de la guerre de Sécession.
- Le film The Return, le retour d'Ulysse (2024), réalisé par Uberto Pasolini, relate le retour d’Ulysse à Ithaque et son affrontement contre les prétendants de Pénélope.
- Le prochain film L'Odyssée (2026), réalisé par Christopher Nolan, avec Zendaya, Tom Holland, Anne Hathaway, Matt Damon, Charlize Theron, Robert Pattinson, Lupita Nyong'o. Ce film suit Ulysse dans son périlleux voyage de retour après la guerre de Troie, mettant en scène ses rencontres avec Polyphème, les Sirènes, Circé, et se terminant par ses retrouvailles avec sa femme, Pénélope.

### Télévision
- L'Odyssée (1968), série télévisée italo-franco-allemande de Franco Rossi très fidèle à l'original.
- Ulysse 31 (1981) est un dessin animé franco-japonais représentant le périple d’un Ulysse vivant au XXXIe siècle apr. J.-C.
- L'Odyssée (1997) est un téléfilm de production européenne racontant le voyage de retour d'Ulysse vers Ithaque.
- L'Odyssée (2003) est une série télévisée d'animation française, créée par David Michel, qui s'inspire librement de l’Odyssée pour mettre en scène les aventures d'Ulysse tout au long de son voyage de retour vers Ithaque.
- Odysseus (2013), série franco-italo-portugaise de Frédéric Azémar, est une adaptation plus libre des douze derniers chants du point de vue des personnages restés à Ithaque.

### Jeux vidéo
- Le jeu Odyssée : Sur les traces d'Ulysse (2000), de Cryo Interactive, reprend d'assez près la trame des aventures d'Ulysse.